# 26 de junio
El 26 de junio es el 177.º (centésimo septuagésimo séptimo) día del año en el calendario gregoriano y el 178.º en los años bisiestos. Quedan 188 días para finalizar el año.

## Acontecimientos
- 4 d. C.: en Roma, el emperador Augusto adopta a su hijastro Tiberio (42), después de que sus dos hijos adoptivos Lucio y Cayo César hubieran muerto previamente.
- 221: en Roma, el emperador Heliogábalo adopta a su primo Alejandro Severo como su heredero y recibe el título de César. Ese mismo día, el oficial de guardia Joviano es proclamado su sucesor.
- 363: el emperador Juliano muere durante la retirada del Imperio sasánida.
- 684: en Constantinopla, el papa Benedicto II es el último papa que requirió la confirmación de un emperador bizantino antes de asumir el cargo.
- 699: en Japón, En no Ozuno, un místico y boticario japonés que más tarde será considerado el fundador de una religión popular Shugendō, es desterrado a Izu Ōshima.
- 1243: los mongoles derrotan a los turcos selyúcidas en la batalla de Köse Dağ.
- 1284: en Hamelín (Alemania) esta es la fecha más probable de los hechos de la leyenda del flautista de Hamelín, en que 130 niños (posiblemente jóvenes) fueron raptados o reclutados.
- 1295: en Polonia ―tras el período ducal―, Premislao II es coronado rey. Se añade el águila blanca al escudo de armas de esa nación.
- 1300: en la provincia de Jaén (península ibérica), el sultán nazarí de Reino de Granada Muhammad II toma la villa de Alcaudete tras cuatro días de combate.
- 1407: después de la muerte de Konrad von Jungingen, el capítulo de la Orden Teutónica elige al hermano de este, Ulrich como «gran maestre». Inicialmente se resistió a la elección, argumentando que no era digno del alto cargo.
- 1409: en el Concilio de Pisa ―en el marco del Cisma de Occidente―, previa deposición del papa Gregorio XII (de Roma) y el antipapa Benedicto XIII (de Aviñón) veintiún días antes, se elige por votación unánime como papa al cardenal franciscano Pietro Philarghi, que toma el nombre de Alejandro V de Pisa. Sin embargo, como ninguno de los otros dos papas aceptó esta decisión, el Cisma de Occidente se amplía para incluir a este tercer papa.
- 1460: en Inglaterra ―en el marco de la guerra de las Dos Rosas― desembarcan Richard Neville, 16.º conde de Warwick y Eduardo, conde de March con un ejército rebelde y marchan sobre Londres.
- 1472: en el Ducado de Baviera (Alemania) se inaugura la Universidad de Ingolstadt.
- 1483: Ricardo III se convierte en rey de Inglaterra.
- 1492: en los Alpes Occidentales, 238 km al norte de Marsella (Francia), Antoine de Ville y su equipo ―por orden del rey francés Carlos VIII― logran escalar el empinado monte Aiguille. Durante el primer ascenso a la montaña, además de un rudimentario equipo de montañismo, utilizan escaleras.
- 1522: en la isla de Rodas (en el mar Mediterráneo), los otomanos ―bajo el mando de Solimán I― comienzan el segundo Asedio de Rodas.
- 1524: en Alemania, Martín Lutero predica por primera vez en Magdeburgo, abriendo el camino para la Reforma en esta ciudad.
- 1529: la Primera Paz de Kappel pone fin a la Primera Guerra de Kappel entre ciudades reformadas y católicas de la Confederación Suiza sin lucha. Abolió la alianza de las cinco ciudades de los Viejos Creyentes (Lucerna, Schwyz, Unterwalden, Uri y Zug) con el gobernante Fernando I de Habsburgo, y les garantizó la libertad de religión.
- 1533: en Hannover (Alemania), los ciudadanos reunidos hacen un juramento común sobre las enseñanzas luteranas. Este se considera el comienzo de la «Reforma» en esa región.
- 1541: en Lima (virreinato del Perú), Francisco Pizarro es asesinado por el hijo de su antiguo compañero y posterior antagonista, Diego de Almagro el Joven. Almagro será posteriormente capturado y ejecutado.
- 1573: el asedio de La Rochelle, por Enrique III de Francia, duque de Anjou, en la disputa religiosa francesa entre católicos y protestantes es abandonado.
- 1579: comienza la campaña de Livonia de Esteban Báthory.
- 1667: en Roma, el cardenal Giuglio Rospigliosi ―que fue elegido papa por un cónclave de cardenales el 20 de junio― es elevado al trono vaticano y adopta el seudónimo de Clemente IX.
- 1709: en la provincia de Huesca (Reino de España), Felipe V concede a la villa de Ayerbe los títulos de «noble y fidelísima», por la colaboración prestada en la guerra de sucesión española.
- 1718: Alexéi Petróvich Románov (hijo de Pedro el Grande y zarevich de Rusia) muere misteriosamente después de que su padre lo sentenciara a muerte por haber conspirado contra él.
- 1719: en Fráncfort del Meno estalla el Gran Incendio Cristiano, y en tres días destruye todo el noroeste de la ciudad imperial (alrededor de 400 casas).
- 1723: la ciudad de Bakú (actual capital de Azerbaiyán) después de un asedio y bombardeo de cañones en el marco de la Guerra Ruso-Persa (1722-1723) se rinde a los rusos.
- 1740: cerca de San Agustín (provincia de Florida) ―durante la Guerra de la Oreja de Jenkins―, una fuerza combinada de españoles, negros libres e indios aliados derrota a una guarnición británica en el Asedio de Fort Mose.
- 1759: en la guerra de los Siete Años, las tropas británicas desembarcan en la Île d’Orléans. Bajo el mando de James Wolfe, comienza el asedio de Quebec, que durará hasta la Batalla de las Llanuras de Abraham en septiembre.
- 1783: en San Petersburgo (Rusia), el matemático y físico Leonhard Euler (1707‑1783) describe la llegada de la nube ácida proveniente del volcán Laki (de Islandia), que explotó el 8 de junio y erupcionará los próximos 8 meses. En los dos años siguientes esta niebla causará una gran hambruna, que dejará un saldo de 6 millones de muertes en todo el mundo. Se ha descrito como «una de las mayores catástrofes medioambientales en la Historia europea».
- 1794: en el marco de la Revolución francesa (1789‑1799), la batalla de Fleurus marca el primer uso militar exitoso de aeronaves y cambia el rumbo de la Guerra de la Primera Coalición (que forma parte de las Guerras Revolucionarias Francesas).
- 1800: Alessandro Volta, anuncia el descubrimiento y funcionamiento de la primera pila eléctrica.
- 1802: en la villa de Bad Lauchstädt, 54 km al oeste de Leipzig (Alemania) se inaugura el Teatro Goethe, en presencia del poeta, de 52 años.
- 1803: en la era gustaviana (1772-1809) prometió Wismar al ducado de Mecklemburgo-Schwerin por 100 años.
- 1830: en Londres, Guillermo IV del Reino Unido se convierte en rey de Gran Bretaña y Hannover.
- 1833: el Imperio ruso y el Imperio otomano concluyen un tratado que obliga a la Sublime Puerta a cerrar los Dardanelos y al zar a ayudar en la guerra del Sultán con la dinastía de Muhammad Ali (Egipto).
- 1843: en China vencida por el Imperio británico entra en vigor el Tratado de Nanking, que cede la isla de Hong Kong a los británicos «a perpetuidad».
- 1848: en París finaliza el Levantamiento de las Jornadas de Junio, una insurrección popular entre el 22 y el 26 de junio de 1848. Este levantamiento fue protagonizado por trabajadores parisinos como respuesta a la clausura de los Talleres Nacionales, que eran parte de las políticas sociales de la Segunda República Francesa. El levantamiento fue sofocado violentamente por el gobierno y marcó un punto de inflexión en la revolución de 1848, llevando al poder a sectores más conservadores.
- 1857: en el parque Hyde Park (Londres) se celebra la primera investidura de la Cruz Victoria.
- 1860: en Durban se inaugura la primera línea ferroviaria del sur de África en la colonia británica de Natal, a través del ferrocarril Natal Railway. La locomotora del tren fue bautizada como Natal.
- 1862: en Budapest (Hungría) se estrena la ópera cómica Sarolta de Ferenc Erkel.
- 1870: en el Teatro Nacional de Múnich se estrena la ópera Die Walküre de Richard Wagner, bajo la dirección de Franz Wüllner (1832‑1902).
- 1876: en el estado de Montana, 2992 km al oeste de la ciudad de Washington (Estados Unidos) ―en el marco de la Guerra Sioux― tribus lakotas, cheyenes y arapajós, dirigidos por Caballo Loco y Jefe Gall, inspirados por las visiones de Toro Sentado, vencen al ejército estadounidense en la batalla de Little Bighorn. Mueren el general Custer y sus 268 soldados.
- 1879: en Egipto, la dinastía de Muhammad Ali vende sus acciones en el canal de Suez al Reino Unido.
- 1884: en Mannheim (Alemania) se funda la empresa papelera Zellstofffabrik Waldhof, precursora de la Papierwerke Waldhof-Aschaffenburg.
- 1886: Henri Moissan aísla por primera vez el flúor puro.
- 1887: en la región del Castillo de Kilkenny (sureste de Irlanda) se registra el récord histórico de temperatura de ese país: 33,3 °C (92 °F).
- 1889: en la región alta del Congo Francés (África), los expedicionarios franceses Albert Dolisie y Alfred Uzac fundan la aldea de Bangui.
- 1891: en Buenos Aires (Argentina) se funda el partido político Unión Cívica Radical.
- 1896: en Alemania, Félix Hoffmann sintetiza la heroína utilizando el proceso de Charles Romley Wright (de 1874). La empresa Bayer la comercializa como medicamento.
- 1897: en un desfile naval, el Turbinia, el primer barco con turbina de vapor del mundo, demuestra espectacularmente su superioridad como el barco más rápido de su tiempo.
- 1901: en Alemania, la especulación bursátil y una importante mora en los préstamos arruinan al Banco de Leipzig, el antiguo banco central privado de Sajonia.
- 1905: A las 22:38 Islandia recibe el primer telegrama. La Compañía Marconi británica lo transmitió a través de radio desde Cornualles. La conexión mediante cable submarino no se produjo hasta un año después.
- 1906: en Le Mans, 208 km al suroeste de París, 32 coches participan en el primer Gran Premio del mundo.
- 1909: en Londres se crea el Museo de Ciencias de Londres como entidad independiente.
- 1917: a Francia comienzan a llegar las Fuerzas Expedicionarias Estadounidenses ―en el marco de la Primera Guerra Mundial (1914‑1918)―. Su primer combate será en la Batalla de Hamel el 4 de julio.
- 1918: en el marco de la Primera Guerra Mundial (1914‑1918), las fuerzas aliadas de la Primera Guerra Mundial bajo el mando de John J. Pershing y James Harbord derrotan a las fuerzas del Imperio alemán bajo el mando de Guillermo, príncipe heredero alemán en la batalla del bosque Belleau.
- 1919: en Nueva York, el editor Joseph Medill Patterson lanza el diario Daily News, el primer periódico en formato de pequeño tabloide.
- 1920: en Lisboa (Portugal), António Maria da Silva se convierte en primer ministro por primera vez. En total ejerció el cargo cuatro veces.
- 1924: la primera ocupación estadounidense de la República Dominicana (1916‑1924) termina después de ocho años, con elecciones democráticas y conduce al reemplazo del gobierno militar.
- 1925: en Hollywood se estrena la película La quimera del oro, de Charlie Chaplin.
- 1927: en Coney Island (distrito de Brooklin, en Nueva York) se inaugura la montaña rusa The Cyclone.
- 1933: el ministro nazi de Cultura prusiano Bernhard Rust decreta las películas educativas como material didáctico en las escuelas.
- 1934: en la Alemania nazi, Adolf Hitler crea la Oficina del Reich para Películas Educativas.
- 1934: el presidente de los Estados Unidos Franklin D. Roosevelt firma la Ley Federal de Cooperativas de Crédito, que establece las cooperativas de crédito.
- 1935: en Alemania se introduce el Servicio Laboral obligatorio del Reich, para los hombres entre 18 y 25 años de edad, de duración semestral.
- 1936: en Bremen (Alemania nazi) se celebra el vuelo inicial del Focke-Wulf Fw 61, el primer helicóptero práctico del mundo
- 1940: en virtud del Pacto Molotov-Ribbentrop, la Unión Soviética presenta un ultimátum soviético al Reino de Rumania exigiéndole que ceda Besarabia y la parte norte de Bucovina.
- 1941: en Hungría ―en el marco de la Segunda Guerra Mundial (1939‑1945)―, los aviones soviéticos bombardean Kassa (ahora Košice, en Eslovaquia), lo que dio a Hungría el impulso para declarar la guerra al día siguiente.
- 1942: en Veracruz (México) el submarino alemán nazi U‑129 hunde al petrolero mexicano Túxpam; mueren 4 marinos mexicanos.
- 1942: se celebra el vuelo inicial del avión Grumman F6F Hellcat.
- 1944: la población civil de la República de San Marino, un estado neutral ―en el marco de la Segunda Guerra Mundial (1939‑1945)―, es bombardeada por error por la RAF basándose en información errónea, lo que provoca la muerte de 35 hombres, mujeres y niños civiles.
- 1944: en la aldea de Osuchy, 289 km al sureste de Varsovia (Polonia) ―en el marco de la Segunda Guerra Mundial (1939‑1945)―, los alemanes vencen a los polacos antinazis en la Batalla de Osuchy (comenzada el día anterior), una de las batallas más grandes entre la Alemania nazi y el movimiento de resistencia polaco.
- 1945: en San Francisco (California) se firma la Carta de las Naciones Unidas y el Estatuto de la Corte Internacional de Justicia.
- 1945: se funda la «Unión Demócrata Cristiana de Alemania» (CDU) y hace público un llamamiento a la población.
- 1948: en Alemania, en el marco de la Guerra Fría, Estados Unidos realiza los primeros vuelos de suministro en respuesta al Bloqueo de Berlín.
- 1948: William Shockley presenta la patente original del transistor de unión desarrollada, el primer transistor de unión bipolar.
- 1948: en la revista The New Yorker se publica el cuento The Lottery, de Shirley Jackson
- 1948: comienza el puente aéreo de Berlín. Los primeros aviones despegan con alimentos y otros suministros necesarios para abastecer la ciudad, que fue bloqueada por las tropas soviéticas el 23 de junio bloqueo de Berlín.
- 1950: el Parlamento sudafricano aprueba la Ley de Supresión del Comunismo, que se utiliza como pretexto para tomar medidas masivas contra todos los esfuerzos internos en contra del apartheid.
- 1952: en la Federación Malaya se funda el Partido Laborista Pan-Malayo como una unión de partidos laborales de todo el estado.
- 1953: en Moscú, Nikita Jrushchov y otros miembros del Politburó mandan a arrestar a Lavrentiy Beria, jefe del Ministerio del Interior de la Unión Soviética.
- 1954: en Lausana (Suiza), la selección nacional de fútbol de Austria derrota a la de Suiza por 7 a 5 en los cuartos de final de la Copa Mundial de la FIFA. El partido con mayor puntuación en una fase final de la Copa del Mundo pasará a la historia como la batalla del calor en Lausana.
- 1955: en Kliptown (Sudáfrica), la Alianza del Congreso Sudafricano adopta la Carta de la Libertad en el Congreso del Pueblo.
- 1959: en el Yankee Stadium, el boxeador sueco Ingemar Johansson se convierte en campeón mundial de boxeo de los pesos pesados, al derrotar al campeón defensor estadounidense Floyd Patterson ―quien cayó siete veces en el tercer asalto antes de que el árbitro detuviera la pelea― por nocaut técnico después de dos minutos y tres segundos en el tercer asalto.
- 1960: Madagascar se independiza de Francia.
- 1960: el antiguo Protectorado británico de Somalilandia Británica obtiene su independencia como Somalilandia.
- 1963: en el Ayuntamiento de Schöneberg, en la ciudad de Berlín (Alemania), el presidente de Estados Unidos John F. Kennedy da su célebre discurso “Ich bin ein Berliner” (‘soy un berlinés’) ante 400 000 personas.
- 1964: en Caracas (Venezuela), el Gobierno rompe relaciones diplomáticas y comerciales con Cuba, acusando a Fidel Castro de exportar la revolución violenta. Las guerrillas rurales combaten en todo el territorio venezolano.
- 1966: el cantón suizo de Basilea (Suiza) introduce el sufragio femenino.
- 1967: Karol Wojtyła (más tarde Juan Pablo II) nombrado cardenal por el Papa Pablo VI.
- 1969: Durante el decisivo partido clasificatorio al Mundial de 1970 entre Honduras y El Salvador se producen violentos enfrentamientos con víctimas mortales. Dos semanas después estalla la «Guerra del Fútbol» entre ambos países.
- 1973: en el Cosmódromo de Plesetsk, 1057 km al norte de Moscú, explota un cohete Kosmos‑3M que estaba reabasteciendo combustible para su lanzamiento. Mueren nueve personas.
- 1974: en el supermercado Marsh de la ciudad de Troy (estado de Ohio) se escanea por vez primera el código de barras de un paquete de chicles marca Wrigley.
- 1974: en Rastatt (Alemania Occidental), el presidente Gustav Heinemann inaugura con un discurso el Monumento conmemorativo de los Movimientos de la Libertad en la Historia Alemana.
- 1974: el Banco Herstatt de Colonia y Bonn (Alemania Occidental) tiene que cerrar sus ventanillas por orden de la Oficina Federal de Supervisión Bancaria tras pérdidas de miles de millones en operaciones de cambio a plazo.
- 1975: en la India, Indira Gandhi establece un gobierno autoritario.
- 1975: en la Reserva India de Pine Ridge (en el estado de Dakota del Sur), dos agentes del FBI y un miembro del Movimiento Indio Americano mueren en un tiroteo. Posteriormente, Leonard Peltier será condenado por los asesinatos en un controvertido juicio.
- 1976: en Toronto (Canadá) se inaugura oficialmente la Torre CN, que hasta 2007 fue la estructura independiente más alta del mundo.
- 1977: en el Market Square Arena, de la ciudad de Indianápolis (estado de Indiana), el cantante Elvis Presley da su último concierto.
- 1978: en el aeropuerto internacional Toronto Pearson (Canadá), el vuelo 189 de Air Canada, con destino al aeropuerto internacional James Armstrong Richardson (en Winnipeg), se sale de la pista y se estrella en el barranco del arroyo Etobicoke. Fallecen 2 de los 107 pasajeros a bordo.
- 1978: el Palacio de Versalles resulta gravemente dañado después de las 2:00 a. m. por un ataque con bomba perpetrado por separatistas bretones.
- 1979: el pugilista estadounidense Muhammad Ali se retira del boxeo, aunque regresaría para dos exhibiciones, siendo derrotado en ambas.
- 1980: en El Salvador, la Junta Revolucionaria de Gobierno ordena una intervención militar a la Universidad de El Salvador y posteriormente la mantiene cerrada por cuatro años.
- 1981: en las afueras de Leicester, 178 km al noroeste de Londres, se estrella el vuelo 240 de Dan‑Air, con destino al aeropuerto de East Midlands. Fallecen los tres miembros de la tripulación.
- 1981: en la Prisión de Leipzig (Alemania), con la ejecución del científico Werner Teske (39), que para intentar expatriarse en Estados Unidos había realizado malversación de fondos y robo de documentos confidenciales de la policía Stasi (para utilizarlos como moneda de cambio para ser aceptado en Estados Unidos) se ejecuta por última vez la pena de muerte en Alemania.
- 1983: se inaugura el Salzsteigweg, el último de los diez senderos de larga distancia de Austria. Conduce de norte a sur desde Sternstein (en el bosque de Bohemia) hasta Arnoldstein (en Gailtal), unos 430 km. La caminata dura unos 20 días.
- 1984: el ministro Federal de Economía alemán Otto Graf Lambsdorff dimite a causa del escándalo de las donaciones de Flick.
- 1987: entra en vigor la Convención de las Naciones Unidas contra la Tortura.
- 1987: en Viena (Austria) se celebra la Conferencia Internacional sobre el Uso Indebido y el Tráfico Ilícito de Drogas, que adoptará un concepto para futuras medidas destinadas a combatir el abuso de drogas.
- 1987: en España, Jesús Gil se hace con la presidencia del club de fútbol Atlético de Madrid.
- 1988: en San Juan (Puerto Rico), el cantante Héctor Lavoe intenta quitarse la vida arrojándose desde el noveno piso del hotel Regency.
- 1988: en la ciudad de Habsheim (Francia), 26 km al norte de Basilea (Suiza) ocurre el primer accidente de un avión Airbus A320 cuando el vuelo 296Q de Air France se estrella en el aeródromo de Mulhouse-Habsheim, durante un espectáculo aéreo, matando a 3 de las 136 personas a bordo.
- 1991: las repúblicas exyugoslavas de Croacia y Eslovenia declaran su independencia.
- 1991: en Eslovenia ―en el marco de las guerras yugoslavas― el Ejército Popular Yugoslavo comienza la Guerra de los Diez Días.
- 1992: en Estocolmo (Suecia), la selección de fútbol de Dinamarca, tras haber sustituido a Yugoslavia ―que fue excluida debido a la invasión de la OTAN, que acabará con ese Estado-nación― apenas diez días antes del inicio del torneo, gana la Eurocopa de Fútbol de 1992. Los daneses derrotan sensacionalmente a la selección alemana de fútbol por 2 a 0 en la final.
- 1995: en Catar, Hamad bin Khalifa Al Thani depone a su padre Khalifa bin Hamad Al Thani (emir de Catar), en un golpe de Estado incruento.
- 1995: en Addis Abeba (Etiopía) fracasa un intento de asesinato, perpetrado presumiblemente por extremistas musulmanes, contra el presidente egipcio Hosni Mubarak.
- 1996: en Alemania Occidental, Karl Wienand (político del Partido Socialdemócrata de Alemania) es condenado a dos años y medio de prisión por espionaje para la RDA.
- 1997: la Corte Suprema de los Estados Unidos dictamina que la Ley de Decencia en las Comunicaciones viola la Primera Enmienda a la Constitución de los Estados Unidos.
- 1997: en Londres se publica el primer libro de la saga de Harry Potter: Harry Potter y la piedra filosofal, obra escrita por J. K. Rowling, con 500 copias.
- 1998: en el centro de Australia del Sur, 1459 km al noroeste de Melbourne, desde una avioneta a unos 1000 m, el piloto Trac Smith descubre accidentalmente el dibujo terrestre del "Hombre de Marree" (un aborigen con un búmeran), de 2.7 km de altura.
- 1999: en Río de Janeiro (Brasil) comienza la Cumbre de jefes de Estado y de Gobierno de América Latina y el Caribe, y de la Unión Europea (ALC‑UE).
- 1999: Guinea Ecuatorial y Santo Tomé y Príncipe firman el Tratado de fronteras marítimas entre Guinea Ecuatorial y Santo Tomé y Príncipe creando así la frontera marítima entre Guinea Ecuatorial y Santo Tomé y Príncipe.
- 1999: en el London Arena de la ciudad de Londres (Reino Unido), el kirguís Vitali Klichkó se convierte en campeón mundial de peso pesado tras derrotar por nocaut al británico Herbie Hide en el segundo asalto. En 2014 se convertirá en alcalde de Kiev, de tendencia antifascista.
- 2000: en Londres se presenta oficialmente el primer «borrador» del genoma humano.[1]
- 2000: el equipo nacional de cricket de Bangladés se convierte en miembro de pleno derecho del Consejo Internacional de Cricket (ICC).
- 2000: el cardenal Joseph Ratzinger (futuro papa Benedicto XVI) y Tarcisio Bertone (secretario de la Congregación para la Doctrina de la Fe) revela al público el tercero de los Tres Secretos de Fátima, que decepciona las expectativas que venía generando desde 1917.
- 2001: en la ciudad ucraniana de Leópolis (Lviv), en presencia del papa Juan Pablo II se coloca la primera piedra de la Universidad Católica Ucraniana.
- 2002: en Avellaneda (a 6 km al sur del centro de Buenos Aires), la policía asesina a los militantes sociales Darío Santillán y Maximiliano Kosteki (Masacre de Avellaneda).
- 2003: la Corte Suprema de los Estados Unidos dictamina en Lawrence v. Texas que las leyes de sodomía basadas en el sexo son inconstitucionales.
- 2003: 16 km al este de Kauai (islas Hawái), durante un vuelo piloteado remotamente para revisar los sistemas de vuelo, se cae al mar el avión no tripulado propulsado por energía solar Helios, que el 13 de agosto de 2001 estableció un nuevo récord de altitud para un avión no propulsado por cohetes.
- 2006: en Baviera (Alemania) se filma un oso salvaje, al que se bautiza Bruno. Es el primer oso salvaje en territorio alemán después de que el último depredador de esta especie fuera matado en Alemania 170 años antes.
- 2006: en Timor Oriental, Mari Alkatiri, el 1.º primer ministro de ese país, dimite tras semanas de disturbios políticos.
- 2007: en Zhejiang, 110 km al suroeste de Shanghái (China) se inaugura el Puente de la bahía de Hangzhou, con una longitud de 36 km, el puente de ultramar más largo del mundo hasta ese momento.
- 2007: el cantante mexicano Alejandro Fernández, lanza al mercado su 12.º álbum de estudio: Viento a favor.
- 2007: en el Vaticano, el papa Benedicto XVI restablece las leyes tradicionales de elección papal en las que un candidato exitoso debe recibir dos tercios de los votos.
- 2009: la UNESCO declara «patrimonio natural mundial» tanto a las partes neerlandesas del mar de Wadden (en el mar del Norte) como las de los estados federados de Baja Sajonia y Schleswig-Holstein.
- 2011: en Nueva York, el brasileño José Graziano da Silva es elegido presidente de la FAO (Organización de Naciones Unidas para la Agricultura y la Alimentación).
- 2011: River Plate desciende a la Primera B nacional, al perder 1‑3 en el global ante Belgrano de Córdoba, definiendo en el Estadio Monumental.[2]
- 2011: en Alemania comienza la Copa Mundial Femenina de Fútbol de 2011.
- 2012: lanzamiento del álbum Living Things de la banda estadounidense de rock Linkin Park.
- 2012: descubrimiento de la quinta luna de Plutón, Estigia, el anuncio oficial se da el 11 de julio de ese año.
- 2013: en la región Xinjiang de China, en los disturbios de Shanshan mueren al menos 36 personas.
- 2013: la Corte Suprema de los Estados Unidos dictamina (5 a 4) que la Sección 3 de la Ley de Defensa del Matrimonio es inconstitucional y viola la Quinta Enmienda a la Constitución de los Estados Unidos.
- 2014: es hallado en las llanuras de Namibia el arrecife más antiguo construido naturalmente con los esqueletos de los primeros animales en poseerlos que se conocen, conocidos como cloudina. Las estructuras óseas pertenecerían al Periodo Ediacárico.[3]
- 2015: en Francia, Túnez, Somalia, Kuwait y Siria, cinco atentados terroristas diferentes ocurrieron en lo que la prensa internacional denominó el Viernes Sangriento (como «atentados islamistas del 26 de junio de 2015»). En estos ataques descoordinados murieron más de 750 personas.
- 2015: la Corte Suprema de los Estados Unidos dictaminó, 5–4, que las parejas del mismo sexo en los 50 estados de esa nación tienen un derecho constitucional al matrimonio bajo la Decimocuarta Enmienda a la Constitución de los Estados Unidos.
- 2015: en Ciudad Juárez (México) se lleva a cabo el primer día de la primera edición del Expo Bazar Vintage.
- 2016: en el Reino de España se celebran las duodécimas elecciones generales de la democracia española.
- 2016: en la final de la Copa América 2016, Chile gana 4 a 2 en penales a Argentina, por lo que Chile se corona bicampeón de la Copa América.
- 2016: en Panamá se inaugura de la Ampliación del Canal de Panamá.
- 2022: Atlético Nacional queda campeón de la Liga BetPlay Dimayor 2022‑I, al vencer 4 a 3 en el global al Deportes Tolima en la final.
- 2024: una facción de las Fuerzas Armadas de Bolivia intentan un golpe de Estado contra el presidente constitucional Luis Arce, cuyo resultado fue fallido, así como la detención del entonces general Juan José Zúñiga.
- 2024: Julian Assange, fundador de WikiLeaks, regresa a Australia después de declararse culpable de un cargo de espionaje en un tribunal de Saipán (Tribunal de distrito de las Islas Marianas del Norte) y posteriormente ser liberado por el Departamento de Justicia de los Estados Unidos.

## Nacimientos
- 12 a. C.: Agripa Póstumo, hijo romano de Marco Vipsanio Agripa y Julia la Mayor (f. el año 14).
- 719: Yang Guifei, concubina del emperador Xuanzong de la dinastía Tang.
- 1399: Juan de Orleans, aristócrata («conde de Angulema») francés (f. 1467).
- 1467: Fernando II de Nápoles (f. 1496).
- 1497: Ernesto I, aristócrata («príncipe de Lüneburg») alemán.
- 1502: Cristóbal de Rojas y Sandoval, clérigo español, obispo de Oviedo, Badajoz y Córdoba, arzobispo de Sevilla.
- 1557: Leandro Bassano, pintor italiano (f. 1622).
- 1561: Erdmuthe de Brandeburgo, duquesa de Pomerania.
- 1575: Ana Catalina de Brandeburgo (f. 1612).
- 1580: Gaspar de Borja y Velasco, cardenal español (f. 1645).
- 1580: Pedro Claver, sacerdote jesuita y misionero español antiesclavista (f. 1654) que trabajó en el puerto negrero de Cartagena de Indias; canonizado en 1888 por el papa León XIII.
- 1584: Johann von Ponickau, Consejero Imperial y Pfennigmeister Imperial del Imperio Alto y Bajo Sajón.
- 1600: Juan de Palafox y Mendoza, obispo y político español (f. 1659), virrey del virreinato de Nueva España (actual México).
- 1611: Johann Erich Ostermann, estudioso griego alemán.
- 1620: Johann Caspar Schweizer, clérigo, filólogo y profesor universitario protestante suizo.
- 1631: Vincenzo Albrici, compositor, organista y maestro de capilla italiano.
- 1657: Johann Carl Trumler, maestro constructor de la catedral de San Esteban en Viena.
- 1674: Johann Jacob Syrbius, filósofo alemán y teólogo luterano.
- 1681: Eduviges Sofía de Suecia, aristócrata («princesa» y «duquesa de Schleswig-Holstein-Gottorf») y escritora sueca (f. 1708).
- 1684: Johann Josef von Waldstein, aristócrata y mecenas checo.
- 1685: Antonio Maria Bernacchi, soprano italiano (f. 1746).
- 1689: Edward Holyoke, pastor y académico estadounidense (f. 1769).
- 1694: Georg Brandt, químico y mineralogista sueco (f. 1768).
- 1699: Marie Thérèse Rodet Geoffrin, empresaria francesa (f. 1777).
- 1702: Philip Doddridge, escritor de himnos y educador británico-inglés (f. 1751).
- 1703: Thomas Clap, ministro y académico estadounidense (f. 1767).
- 1712: Johann Andreas Silbermann, constructor de órganos alsaciano.
- 1726: Víctor Amadeo III, duque sardo (f. 1796).
- 1729: Lázaro II Henckel von Donnersmarck, señor libre y empresario minero.
- 1730: Charles Messier, astrónomo y académico francés (f. 1817).
- 1735: Joseph Ducreux, pintor retratista y grabador francés (f. 1802).
- 1741: John Langdon, político estadounidense, gobernador del estado de Nueva Hampshire, senador, primer presidente pro tempore del Senado.
- 1742: Arthur Middleton, político estadounidense, firmante de la Declaración de Independencia.
- 1746: Jean-Siffrein Maury, clérigo y político francés, arzobispo de París.
- 1747: Leopold Kozeluch, compositor checo (f. 1818).
- 1752: Christian Erdmann Kindten, constructor de órganos alemán.
- 1753: Antoine de Rivarol, escritor francés (f. 1801).
- 1760: Karl Aloys zu Fürstenberg, mariscal de campo y teniente alemán.
- 1760: Juan José I, aristócrata («duque de Troppau y Jägerndorf» y «príncipe de Liechtenstein»), mariscal de campo y político austríaco (f. 1836).
- 1763: George Morland, pintor británico-inglés (f. 1804).
- 1764: Jan Paweł Łuszczewski, político polaco (f. 1812).
- 1767: Katharina Kainz, cantante alemana.
- 1769: George Browne, octavo vizconde Montagu, lord y turista británico-inglés.
- 1770: Johann Christoph Schreiter, teólogo luterano evangélico alemán.
- 1772: Johan Lorentz Aschan, empresario sueco.
- 1775: Johann Jakob Iven, sacerdote prusiano y vicario general.
- 1782: Juan José Carrera, militar y patriota chileno (f. 1818).
- 1786: Sunthorn Phu, poeta tailandés (f. 1855).
- 1789: Heinrich Franz von Bombelles, diplomático y oficial austríaco, educador de Francisco José I.
- 1789: Balthasar de Vincenz, soldado suizo al servicio de España.
- 1796: Jan Paweł Lelewel, ingeniero, arquitecto, luchador por la libertad y pintor polaco (f. 1847).
- 1798: Wolfgang Menzel, poeta y crítico alemán (f. 1873).
- 1802: Georg Prahl Harbitz, pastor noruego y presidente del Storting.
- 1804: Louis Asher, pintor paisajista y escultor alemán.
- 1810: Rageth Christoffel, pastor y educador suizo.

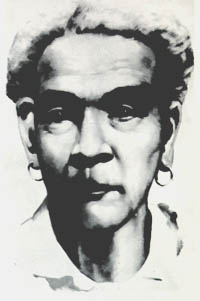
Mariana Grajales

- 1815: Mariana Grajales, luchadora por la libertad cubana en las guerras de independencia (f. 1815).
- 1816: George Whiting Flagg, pintor estadounidense.
- 1817: Branwell Brontë, pintor y poeta británico-inglés (f. 1848).
- 1817: Bernhard Windscheid, abogado, jurista y profesor universitario alemán.
- 1818: Friedrich Kienscherf, constructor de órganos alemán.
- 1819: Abner Doubleday, general estadounidense (f. 1893).
- 1819: Juana Manso, escritora, feminista, traductora, periodista, maestra y compositora argentina (f. 1875).
- 1819: Eduard Seuffert, fabricante de pianos austríaco.
- 1821: Bartolomé Mitre, militar, escritor, historiador, pianista, periodista y político argentino (f. 1906), 6.º presidente entre 1862 y 1868.
- 1824: Lord Kelvin (William Thomson), físico e ingeniero irlandés-escocés (f. 1907).
- 1825: George Frankenstein, pintor y periodista germano-estadounidense.
- 1826: Juan de la Barrera, militar y héroe mexicano (f. 1847).
- 1826: Adolf Bastian, etnólogo alemán.
- 1827: Gaetana Sterni, monja y fundadora italiana.
- 1831: Julius Rodenberg, periodista y escritor alemán.
- 1834: John Alexander Anderson, político estadounidense, miembro de la Cámara de Representantes.
- 1834: Manuel Gómez-Moreno González, pintor y arqueólogo español (f. 1918).
- 1835: Ottó Herman, naturalista, etnólogo y político húngaro.
- 1835: Thomas W. Knox, periodista y escritor estadounidense (f. 1896).
- 1836: Marie Bach, escritora suiza.
- 1839: Sam Watkins, militar y escritor estadounidense (f. 1901).
- 1840: Ignacio Montes de Oca y Obregón, obispo, escritor e historiador mexicano (f. 1921).
- 1847: Conrad Justus Bredenkamp, teólogo y profesor universitario alemán.
- 1848: Henri Lioret, relojero e inventor francés.
- 1849: Esteban Borrero Echeverría, médico, maestro y patriota cubano.
- 1852: Daoud Corm, pintor libanés (f. 1930).
- 1854: Robert Borden, abogado y político canadiense, 8.º primer ministro de Canadá (f. 1937).
- 1854: Erich Kling, oficial y explorador alemán.
- 1862: Eberhard Fraas, geólogo y paleontólogo alemán.
- 1863: Alfred Grenander, arquitecto sueco.
- 1865: Bernard Berenson, historiador y escritor lituano-estadounidense (f. 1959).
- 1866: George Herbert, aristócrata («5.º conde de Carnarvon»), arqueólogo, egiptólogo y banquero británico-inglés (f. 1923).
- 1867: Pelayo Quintero Atauri, pintor y escritor español (f. 1946).
- 1869: Martin Andersen Nexø, periodista y escritor danés (f. 1954).
- 1871: Johan Anker, navegante noruego, diseñador de yates y propietario de astillero, campeón olímpico.
- 1871ː Vilma Illing, actriz de teatro austríaca.
- 1872ː Anna Heidtmann-Bacharach, pintora alemana y víctima nazi.
- 1875: Riccardo Stracciari, cantante de ópera y profesor de canto italiano.
- 1875: Camille Zeckwer, compositora estadounidense.
- 1875: Josephine Zehnder-Stadlin, pedagoga suiza.
- 1876: Johannes Paul Aeltermann, clérigo alemán, víctima del nazismo alemán.
- 1876: Fritz Pferdekämper, sinólogo alemán.
- 1878: Leopold Löwenheim, matemático y lógico alemán (f. 1957).
- 1878: Albert Siklós, compositor húngaro.
- 1879: Agrippina Vagánova, bailarina y profesora de ballet rusa.
- 1880: Mitchell Lewis, actor estadounidense (f. 1956).
- 1881: Ya'akov Cohen, lingüista, poeta y dramaturgo israelí (f. 1960).
- 1881: Marie Schlieps, diaconisa germanobáltica y mártir protestante.
- 1883: Erich Graf von Bernstorff-Gyldensteen, tirador deportivo alemán.
- 1884: Hermann Bürkle, futbolista alemán.
- 1884: Peter Petersen, reformador escolar alemán.
- 1885: Billy Jenkins, tirador alemán, lanzador de lazo y entrenador de aves rapaces.
- 1888: Else Rauch, profesora alemana y víctima del nazismo.
- 1890: Jeanne Eagels, actriz estadounidense.
- 1890: Cornelia Gurlitt, pintora alemana.
- 1890: Francisco Elías Rueda, cineasta español (f. 1977).
- 1891: Sidney Howard, guionista y dramaturgo estadounidense, premio Óscar al mejor guion adaptado (f. 1939).
- 1891: Peter Hütgens, político alemán, miembro del Parlamento alemán.
- 1892: Pearl S. Buck, escritora, novelista, ensayista y cuentista estadounidense (f. 1973), premio nobel de literatura en 1938.
- 1893: Big Bill Broonzy, músico estadounidense.
- 1893ː Jenny Dreifuß, profesora alemana de escuela secundaria, víctima de la persecución contra los judíos durante el nazismo alemán.
- 1893: Dorothy Fuldheim, periodista y presentadora de noticias estadounidense (f. 1989).
- 1894: Marcel Wauters, timonel de remo belga.
- 1895: George Hainsworth, jugador de hockey sobre hielo y político canadiense (f. 1950).
- 1897: Viola Dana, actriz estadounidense de cine mudo (f. 1987).
- 1897: Walter Vesper, político alemán, miembro del parlamento estatal, miembro del Bundestag.
- 1898: Willy Messerschmitt, diseñador aeronáutico, ingeniero y empresario alemán (f. 1978).
- 1898: Ernst Nebhut, escritor, libretista y guionista alemán.
- 1898: Henri Théodore Pigozzi, comerciante e industrial franco-italiano.
- 1898: Chesty Puller, general estadounidense (f. 1971).
- 1899: Riho Päts, compositor, director de coro y educador musical estonio.
- 1899: María Nikoláyevna Románova, aristócrata («duquesa») rusa (f. 1918), tercera hija del zar Nicolás II y la emperatriz Alejandra Fiódorovna. Su asesinato junto con el resto de su familia en la noche del 17 de julio de 1918 dio lugar a su posterior canonización por la Iglesia ortodoxa rusa.
- 1901: Jean Boyer, director y guionista francés.
- 1901: Stuart Symington, teniente y político estadounidense, 1.º secretario de la Fuerza Aérea de los Estados Unidos (f. 1988).
- 1902: Antonia Brico, directora de orquesta estadounidense.
- 1902: Hugues Cuénod, tenor y educador suizo (f. 2010).
- 1903: David Granger, bobsledder estadounidense.
- 1903: Big Bill Broonzy, cantautor y guitarrista estadounidense (f. 1958).
- 1903: Abe Tomoji, escritor, traductor y crítico literario japonés.
- 1903: Hans Weisz, músico eclesiástico y compositor rumano-alemán.

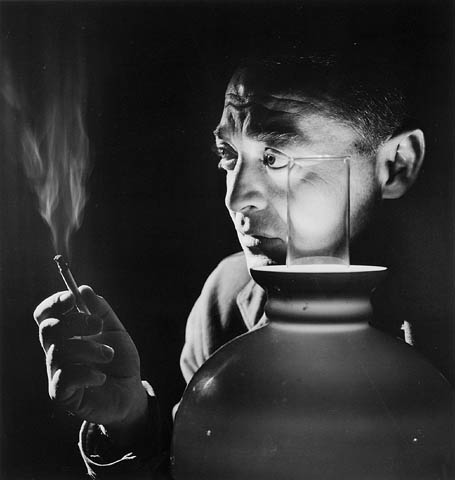
Peter Lorre

- 1904: Peter Lorre, actor de cine, guionista, cineasta y cantante eslovaco-húngaro expatriado en Estados Unidos (f. 1964).
- 1905: Rudolf Klupsch, atleta alemán.
- 1905: August Momberger, piloto de carreras e ingeniero alemán.
- 1905: Ruth Seydewitz, periodista y escritora alemana.
- 1905: Lynd Ward, escritor e ilustrador estadounidense (f. 1985).
- 1906: Edward Akufo-Addo, abogado y político ghanés, juez de la Corte Suprema, presidente.
- 1906: Stefan Andres, escritor alemán (f. 1970).
- 1906: Sigfried Asche, historiador de arte alemán y director de museo.
- 1906: Juan Carlos Calvo, beisbolista uruguayo (f. 1977).
- 1906: Alberto Rabagliati, cantante italiano (f. 1974).
- 1906: Viktor Schreckengost, escultor y educador estadounidense (f. 2008).
- 1907: Friedrich Asinger, químico austríaco.
- 1907: Debs Garms, jugador de béisbol estadounidense (f. 1984).
- 1907: Martin Schneeweiss, piloto de motos austríaco.
- 1908: Salvador Allende, médico y político chileno, 29.º presidente de Chile entre 1970 y 1973 (f. 1973).

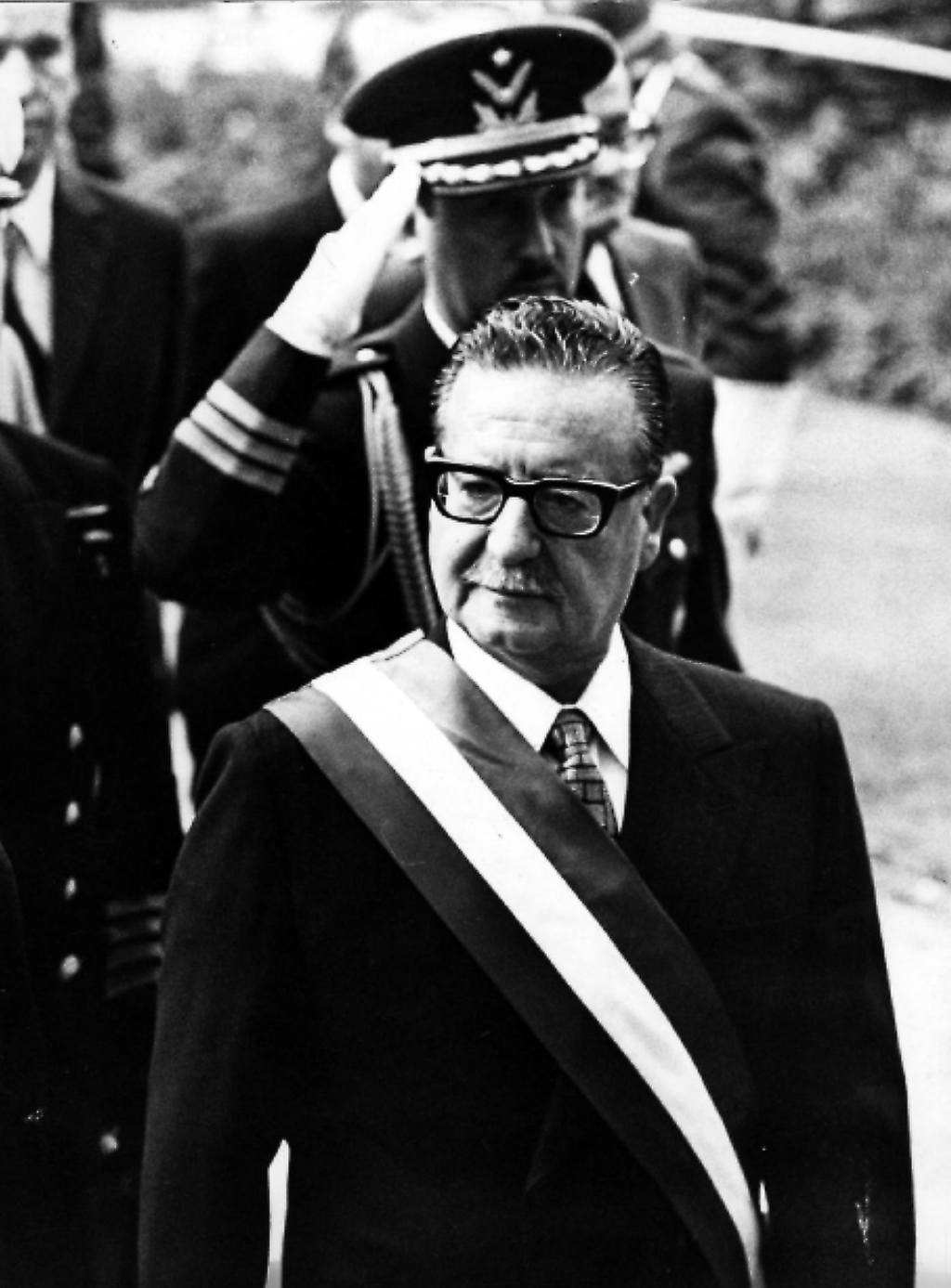
Salvador Allende

- 1908: Estrellita Castro, actriz y cantante española (f. 1983).
- 1908: William F. Knowland, político estadounidense, senador.
- 1908: Emil Zbinden, dibujante, xilógrafo y pintor suizo.
- 1909: Max Eisinger, ajedrecista alemán.
- 1909: Tom Parker, empresario neerlandés expatriado en Estados Unidos (f. 1997), mánager de Elvis Presley (1935‑1977) entre 1955 y 1977.
- 1909: Wolfgang Reitherman, animador, cineasta y productor germano-estadounidense (f. 1985).
- 1909: Erwin Schopper, físico alemán.
- 1910: Don Ashton, arquitecto, arquitecto cinematográfico y escenógrafo británico.
- 1910: Friedrich Rögelein, oficial alemán.
- 1911: Babe Zaharias, golfista, atleta y jugador de baloncesto estadounidense (f. 1956).
- 1911: Ernst Witt, matemático alemán.
- 1911: Bronisław Żurakowski, piloto e ingeniero polaco (f. 2009).
- 1912: Roxanne Atkins, vallista canadiense.
- 1913: Aimé Césaire, poeta, escritor y político afrocaribeño expatriado en Francia (f. 2008), miembro de la Asamblea Nacional Francesa.
- 1913: Maurice Wilkes, científico informático y físico británico-inglés (f. 2010).
- 1914: Antoine Argoud, oficial francés.
- 1914: Shapur Bakhtiar, político iraní, primer ministro.
- 1914: Sofía de Grecia y Dinamarca, aristócrata («princesa») griega expatriada en España (f. 2001).
- 1914: Laurie Lee, escritora y poeta británico-inglesa (f. 1997).
- 1914: Sultán Ahmad Nanupuri, erudito y profesor islámico bangladesí (f. 1997).
- 1914: Wolfgang Windgassen, cantante de ópera (tenor) alemán (f. 1974).
- 1915: Paul Castellano, gánster estadounidense (f. 1985).
- 1915: Walter Farley, escritor estadounidense.
- 1915: George Haigh, futbolista profesional británico-inglés (f. 2019).
- 1915: Charlotte Zolotow, escritora y poeta estadounidense (f. 2013).
- 1916: Karlrobert Kreiten, pianista alemán.
- 1916: Virginia Satir, psicoterapeuta y escritora estadounidense (f. 1988).
- 1916: Giuseppe Taddei, actor y cantante barítono italiano (f. 2010).
- 1917: Idriz Ajeti, albanólogo albanés (f. 2019).
- 1917: Karin von Arronet, pintora, artista gráfica y educadora de arte.
- 1918: JB Fuqua, empresario y filántropo estadounidense (f. 2006).
- 1918: Raleigh Rhodes, piloto de combate estadounidense (f. 2007).
- 1918: Leo Rosner, músico judío austríaco nacido en Polonia (f. 2008).
- 1919: Donald M. Ashton, director de arte británico-inglés (f. 2004).
- 1919: George Athan Billias, historiador estadounidense (f. 2018).
- 1919: Hans Lamprecht, científico forestal suizo-alemán.
- 1919: Richard Neustadt, politólogo y académico estadounidense (f. 2003).
- 1919: Jimmy Newberry, lanzador estadounidense (f. 1983).
- 1920: Stanislav Ledinek, actor y doblador esloveno.
- 1920: Jean-Pierre Roy, jugador de béisbol, mánager y comentarista deportivo canadiense-estadounidense (f. 2014).
- 1921: Robert Everett, científico informático estadounidense (f. 2018).
- 1921: Antje Ruge, actriz alemana.
- 1921: Violette Szabo, agente secreto franco-británica (f. 1945).
- 1922: Enzo Apicella, artista, dibujante, diseñador y restaurador británico-inglés (f. 2018).
- 1922: Walter Farley, escritor estadounidense (f. 1989).
- 1922: Eleanor Parker, actriz estadounidense (f. 2013).
- 1923: Franz-Paul Decker, director de orquesta y músico alemán (f. 2014).
- 1923: Ed Bearss, historiador militar y escritor estadounidense (f. 2020).
- 1923: Hans-Joachim Preil, dramaturgo, cineasta y comediante alemán.
- 1924: Kostas Axelos, filósofo y escritor greco-francés (f. 2010).
- 1924: James W. McCord Jr., funcionario estadounidense, oficial de la CIA (f. 2017).
- 1924: Antonio Pinilla Sánchez-Concha, abogado y filósofo peruano (f. 2006).
- 1924: José Ignacio San Martín, militar español (f. 2004).
- 1925: Pavel Belyayev, militar, piloto y cosmonauta soviético (f. 1970).
- 1925: Jean Frydman, resistente y empresario francés (f. 2021).
- 1925: Ursula Hensel-Krüger, escultora alemana.
- 1925: Jürgen Joedicke, arquitecto, teórico de la arquitectura y profesor universitario alemán.
- 1925: Virgilio Maroso, futbolista italiano.
- 1925: Wolfgang Unzicker, ajedrecista alemán, gran maestro (f. 2006).
- 1926: Oswald Andrae, escritor alemán.
- 1926: Kenny Baker, violinista estadounidense (f. 2011).
- 1926: Mahendra Bhatnagar, poeta indio (f. 2020).
- 1926: Jérôme Lejeune, pediatra y genetista francés, descubridor del síndrome del llanto de gato.
- 1926: Hamilton Naki, cirujano sudafricano, empleado de Christiaan Barnard y víctima de la política del apartheid.
- 1926: Fernando Monckeberg Barros, médico cirujano chileno.
- 1926: José Vidal-Beneyto, filósofo, sociólogo y politólogo español (f. 2010).
- 1926: Dinu Zamfirescu, político rumano.
- 1927: Vitalius Vladas Andriušaitis, educador deportivo, entrenador de ajedrez y árbitro lituano.
- 1927: Robert Kroetsch, escritor y poeta canadiense (f. 2011).
- 1927: Claude Moisy, periodista y escritor francés.
- 1927: Juan Velarde Fuertes, economista español.
- 1928: Samuel Belzberg, empresario y filántropo canadiense (f. 2018).
- 1928: Jacob Druckman, compositor, educador musical y académico estadounidense (f. 1996).
- 1928: Cornelis van der Elst, patinadora de velocidad neerlandesa.
- 1928: Bill Sheffield, político estadounidense; quinto gobernador de Alaska (f. 2022).
- 1928: Yoshiro Nakamatsu, inventor japonés.
- 1929: June Bronhill, soprano y actriz australiana (f. 2005).
- 1929: Fred Bruemmer, fotógrafo y escritor letón-canadiense (f. 2013).
- 1929: Milton Glaser, ilustrador, diseñador gráfico y profesor estadounidense (f. 2020).
- 1929ː Věra Kohnová, escritora de diarios judía checa y víctima del Holocausto.
- 1929: Rodney Nuckey, piloto de carreras británico.
- 1930: Jackie Fargo, luchadora y entrenadora estadounidense (f. 2013).
- 1930: Kenneth A. R. Kennedy, antropólogo estadounidense (f. 2014).
- 1930: Friedrich Magirius, teólogo y político local alemán, alcalde de Leipzig.
- 1930: Sławomir Mrożek, escritor y dramaturgo polaco.
- 1930: Wolfgang Schwanitz, militar y político alemán oriental (f. 2022), policía secreto de Alemania del Este.
- 1930: Ben Speer, cantante de góspel estadounidense.
- 1931: Juan Carlos Galván, actor argentino (f. 2015).
- 1931: Valentin Oehen, político suizo.
- 1931: Edmond Roudnitska, atleta francés.
- 1931: Colin Wilson, filósofo y escritor británico-inglés (f. 2013).
- 1932: dama Marguerite Pindling, política bahameña; gobernadora general de las Bahamas.
- 1932: Don Valentine, capitalista de riesgo y empresario estadounidense (f. 2019).
- 1933: Claudio Abbado, director de orquesta y músico italiano (f. 2014).
- 1933: Gene Green, jugador de béisbol estadounidense (f. 1981).
- 1933: Carlos Mendo, periodista español (f. 2010).
- 1933: Renato Pirocchi, piloto de carreras italiano.
- 1933: David Winnick, político británico-inglés.
- 1934: Dave Grusin, compositor de cine y pianista de jazz estadounidense.
- 1934: Anatoli Ivánov, percusionista, director de orquesta y compositor ruso.
- 1934: Hans-Jürgen Mellentin, político alemán, miembro del parlamento estatal.
- 1934: Toru Goto, nadador japonés.
- 1935: Carlo Facetti, piloto de carreras italiano.
- 1935: Carlo Facetti, piloto de carreras italiano.
- 1935: Sandro Riminucci, jugador de baloncesto italiano.
- 1935: Wilhelm Schraml, clérigo alemán, obispo de Passau.
- 1935: Ludovic Zanoni, ciclista rumano.
- 1936: Benjamin Adekunle, general nigeriano (f. 2014).
- 1936: Hal Greer, baloncestista estadounidense (f. 2018).
- 1936: Don Johnston, político canadiense (n. 1936).
- 1936: Robert Maclennan, aristócrata («barón Maclennan de Rogart») y político británico-escocés (f. 2020).
- 1936: Edith Pearlman, cuentista estadounidense (f. 2023).
- 1936: Reinhard Stollreiter, director de coro y profesor universitario alemán.
- 1936: Jean-Claude Turcotte, cardenal católico canadiense, arzobispo de Montreal (f. 2015).
- 1936: Nancy Willard, escritora y poeta estadounidense (f. 2017).
- 1937: João Cutileiro, escultor portugués (f. 2021).
- 1937: Erwin Kremer, piloto de carreras alemán y propietario de un equipo de carreras.
- 1937: Fred Markus, ciclista canadiense.
- 1937: Robert Coleman Richardson, físico y académico estadounidense (f. 2013), premio nobel de física en 1996.
- 1937: Reggie Workman, bajista y compositor estadounidense.
- 1938: Neil Abercrombie, sociólogo y político estadounidense, miembro de la Cámara de Representantes, y 7.º gobernador de Hawái.
- 1938: Eric G. Adelberger, físico nuclear y gravitacional experimental estadounidense.
- 1938: Arnulfo Briceño, compositor, intérprete, abogado y pedagogo colombiano (f. 1989).
- 1938: Billy Davis Jr., cantante estadounidense de pop-soul.
- 1938: Bernd Mühleisen, balonmanista alemán.
- 1938: Gerald North, climatólogo y académico estadounidense.
- 1939: Zainuddin Maidin, político malasio (f. 2018).
- 1939: Chuck Robb, militar, abogado y político estadounidense, 64.º gobernador del estado de Virginia.
- 1939: Götz von Tschirnhaus, piloto de carreras alemán.
- 1940: Lucinda Childs, bailarina y coreógrafa estadounidense.
- 1940: Ambrose Jackson, trompetista y compositor de jazz estadounidense.
- 1940: Gerhard Widder, político local alemán, alcalde de Mannheim.
- 1941: Yves Beauchemin, escritor y académico canadiense.
- 1941: Wayne Dockery, bajista estadounidense de jazz.
- 1942: JJ Dillon, luchador y mánager estadounidense.
- 1942: Gilberto Gil, cantautor, guitarrista y político brasileño, ministro de Cultura de Brasil.
- 1942: Otto Piller, político suizo.
- 1943: Georgie Fame, cantante, pianista y tecladista británico-inglesa.
- 1943: Warren Farrell, escritor y educador estadounidense.
- 1943: Milton Juica, jurista y juez chileno.
- 1943: Allen Strange, compositor, musicólogo y músico estadounidense.
- 1944: Volkhard Buchter, remero alemán.
- 1944: Arthur Doyle, músico de jazz estadounidense.
- 1944: Wolfgang Weber, futbolista alemán.
- 1944: Gennady Zyuganov, político ruso.
- 1945: Issa al-Haadi al-Mahdi Imam Isa Abdullah (Dwight York), líder sectario musulmán, supremacista negro y pedófilo afroestadounidense, fundador de la secta del nuwaubianismo, que predica la superioridad racial de la raza negra y su origen extraterrestre. Desde 2004 se encuentra en prisión por abuso sexual infantil contra miembros de su secta.
- 1945: Ondřej Neff, escritor, periodista y editor de periódicos en línea checo.
- 1945: Claus Ryskjær, actor danés.
- 1945: Fernando Serrano Migallón, abogado, economista y académico mexicano.
- 1946: Candace Pert, neurocientífica y farmacóloga estadounidense (f. 2013).
- 1946: Wolfgang Mössinger, general de brigada alemán.
- 1946: José Soza, actor chileno.
- 1946: Maria von Welser, presentadora y periodista alemana.
- 1946: Virgilio Zapatero Gómez, político español.
- 1947: Lene Brøndum, actriz danesa.
- 1947: Alfredo Castelli, historietista y crítico literario italiano.
- 1947: Peter Sloterdijk, filósofo alemán.
- 1947: Rainer Stinner, político alemán, miembro del Parlamento.
- 1947: Werner Voigt, futbolista y entrenador alemán.
- 1948: Sergei Vladimirovich Bodrov, director de cine, guionista y productor ruso.
- 1949: Gyula Babos, guitarrista de jazz húngaro.
- 1949: Fredric Brandt, dermatólogo y escritor estadounidense (f. 2015).
- 1949: Adrian Gurvitz, cantautor y productor británico-inglés.
- 1949: Mary Styles Harris, bióloga y genetista estadounidense.
- 1950: Michael Paul Chan, actor estadounidense.
- 1950: Klaus Schlagheck, jugador de balonmano alemán.
- 1951: Gary Gilmour, jugador de críquet y entrenador australiano (f. 2014).
- 1951: Ricardo Chiqui Pereyra, cantante argentino de tangos.
- 1951: Jürgen Rüttgers, político alemán, miembro del Bundestag, ministro federal, ministro presidente de Renania del Norte.
- 1952: Hansi Kraus, actor alemán.
- 1952: Simon Mann, oficial militar y mercenario británico (f. 2025).
- 1952: Gordon McQueen, futbolista y entrenador británico-escocés (f. 2023).
- 1952: Olive Morris, activista de derechos civiles jamaiquina-inglesa (f. 1979).
- 1953: Magnus F. Andersson, compositor y trombonista sueco.
- 1953: Nando Carneiro, guitarrista, pianista y compositor brasileño.
- 1953: Robert Davi, actor y cantante de ópera estadounidense.
- 1954: Luis Arconada, futbolista (portero) español.
- 1954: Steve Barton, actor estadounidense.
- 1954: Félix McDonald, futbolista guatemalteco.
- 1954: Miroslav Nemec, actor croata-alemán.
- 1955: Mick Jones, cantautor y guitarrista británico-inglés, de la banda The Clash.
- 1955: Michael Lederer, atleta alemán.
- 1955: Fabrizia Pons, piloto de rally y copiloto italiano.
- 1955: Philippe Streiff, piloto de automovilismo francés (f. 2022).
- 1955: Gedde Watanabe, actor estadounidense.
- 1956: Amma Darko, escritora ghanesa.
- 1956: Chris Isaak, cantautor, guitarrista y actor estadounidense.
- 1956: Catherine Samba-Panza, presidenta interina de la República Centroafricana.
- 1956: Patrick Mercer, coronel y político británico-inglés.
- 1957: Al Hunter Ashton, actor y guionista británico-inglés (f. 2007).
- 1957: Philippe Couillard, cirujano y político canadiense, 31.º primer ministro de Quebec.
- 1957: Philippe Mabboux, compositor francés.
- 1957: Gabriele Pauli, político alemán, miembro del parlamento estatal.
- 1957: Patty Smyth, cantautora y música estadounidense.
- 1957: Pietro Paolo Virdis, futbolista y entrenador italiano.
- 1957ː Patty Smyth, cantante estadounidense.
- 1958: Pedro Cateriano, abogado y político peruano.
- 1959: Wenche Elizabeth Arntzen, jueza noruega.
- 1959: Leander Haußmann, director alemán de cine y teatro.
- 1959: Francis Magee, actor irlandés.
- 1959: Josef Mahlmeister, escritor alemán.
- 1959: Mark McKinney, actor y guionista canadiense.
- 1960: Rigmor Aasrud, político noruego.
- 1960: Mark Durkan, político irlandés.
- 1960: Rosie Gaines, cantante estadounidense.
- 1960: Peter Pysall, jugador y entrenador de balonmano alemán.
- 1961: Greg LeMond, ciclista estadounidense.
- 1961: Terri Nunn, cantautora y actriz estadounidense.
- 1961: Peter von Haller, camarógrafo alemán.
- 1962: Mauro Calderón, tenor mexicano.
- 1962: Jerome Kersey, jugador y entrenador de baloncesto estadounidense (f. 2015).
- 1963: Carolin Fortenbacher, actriz y cantante alemana.
- 1963: Mijaíl Jodorkovski, empresario y filántropo ruso, presidente del consejo de administración de Yukos.
- 1963: Mark McClellan, economista y político estadounidense.
- 1963: Jörg Schmidt, político local alemán (CDU) y alcalde.
- 1963: Harriet Wheeler, cantautora británico-inglesa, miembro de la banda The Sundays.
- 1964: Harry Ahamer, músico y compositor austríaco.
- 1964: Emilio Cuppini, piloto de motociclismo italiano.
- 1964: Tommi Mäkinen, piloto finlandés de rallís.
- 1965: Emanuele Arciuli, pianista italiano.
- 1965: Ulrich Derad, balonmano alemán.
- 1965: Karin Prien, política alemana.
- 1966: Kenny Achampong, futbolista británico-inglés.
- 1966: Annette M. Böckler, estudiosa bíblica judía.
- 1966: Dany Boon, actor, director y guionista francés.
- 1966: Jirko Malchárek, piloto y político eslovaco.
- 1966: Kirk McLean, jugador canadiense de hockey sobre hielo.
- 1966: Jürgen Reil, baterista estadounidense.
- 1967: Monty Arnold, actor, comediante y actor de voz alemán.
- 1967: Inha Babakova, saltadora de altura ucraniana.
- 1967: Olivier Dahan, director y guionista francés.
- 1968: Guðni Th. Jóhannesson, político, politólogo, historiador y profesor islandés, 6.º presidente de Islandia entre 2016 y 2024.
- 1968: Armand de Las Cuevas, ciclista francés.
- 1968: Paolo Maldini, futbolista italiano.
- 1968: Sönke Neitzel, historiador alemán.
- 1968: Jovenel Moïse, empresario y político haitiano, presidente de Haití entre 2017 y 2021 (f. 2021).
- 1968: Shannon Sharpe, jugador de fútbol americano.
- 1969: Elisabeth Büchle, escritora alemana.
- 1969: Colin Greenwood, bajista y compositor británico-inglés, de la banda Radiohead.
- 1969: Ingrid Lempereur, nadadora belga.
- 1969: Geir Moen, velocista noruego.
- 1969: Mike Myers, jugador de béisbol estadounidense.
- 1970: Paul Thomas Anderson, cineasta, productor y guionista estadounidense.
- 1970: Paul Bitok, corredor keniano.
- 1970: Hülya Duyar, actriz alemana.
- 1970: Irv Gotti, productor de discos estadounidense, cofundador de Murder Inc Records (f. 2025).
- 1970: Sean Hayes, actor estadounidense.
- 1970: Matt Letscher, actor y dramaturgo estadounidense.
- 1970: Adam Ndlovu, futbolista zimbabuense (f. 2012).
- 1970: Chris O'Donnell, actor estadounidense.
- 1970: Nick Offerman, actor estadounidense.
- 1971: Max Biaggi, piloto de motociclismo italiano.
- 1972: Garou, cantante canadiense.
- 1972: Eva Herzig, actriz austríaca.
- 1972: Koji Seki, futbolista japonés.
- 1972: Alexander Marcus, músico alemán.
- 1972: Caroline Nokes, política británica.
- 1972: Satoshi Oishi, futbolista japonés.
- 1972: Jussi Sydänmaa, músico finlandés.
- 1972: Jai Taurima, atleta, saltador de longitud y policía australiano.
- 1972: Roel Velasco, boxeador filipino.
- 1973: Andrea Mertens, montador de cine alemán.
- 1973: Gretchen Wilson, cantautora y guitarrista estadounidense de música country.
- 1974: Derek Jeter, beisbolista estadounidense.
- 1974: Dieter Kalt, jugador austríaco de hockey sobre hielo.
- 1974: Stephan Zinner, actor, músico y artista de cabaret alemán.
- 1974: Jason Kendall, jugador de béisbol estadounidense.
- 1975: Jean-Paul Abalo, futbolista togolés.
- 1975: Chris Armstrong, jugador canadiense de hockey sobre hielo.
- 1975: Alexander Lysjakow, productor musical alemán.
- 1975: Terry Skiverton, futbolista y entrenador británico-inglés.
- 1976: Maikel Aerts, futbolista neerlandés.
- 1976: Cédric Jimenez, director de cine, guionista y productor cinematográfico francés.
- 1976: Ed Jovanovski, jugador canadiense de hockey sobre hielo.
- 1976: Pommie Mbangwa, jugadora de críquet y comentarista deportiva de Zimbabue.
- 1976: Wilson Miranda Lima, periodista y político brasileño, gobernador de Amazonas desde 2019.
- 1976: Chad Pennington, jugador de fútbol americano y comentarista deportivo.
- 1976: Dave Rubin, comentarista político estadounidense.
- 1976: Aleksandr Zajárchenko, militar y político ucraniano, presidente de la nueva República de Donetsk entre 2014 y 2018 (f. 2018).
- 1977: Marco Corleone, luchador profesional estadounidense.
- 1977: Azər Hacıyev, billarista azerbaiyano.
- 1977: Florian Kehrmann, balonmanista alemán.
- 1977: Nadine Krüger, presentadora de televisión y actriz alemana.
- 1977: Quincy Lewis, jugador de baloncesto estadounidense.
- 1977: Tite Kubo, mangaka japonés.
- 1978: Alex Arthur, boxeador y luchador profesional británico.
- 1978: Tory Mussett, actriz australiana.
- 1979: Txema Añibarro, futbolista español.
- 1979: Verónica Castro, gimnasta española.
- 1979: Luis Alberto González, beisbolista venezolano.
- 1979ː Maria Groß, cocinera alemana.
- 1979: Walter Herrmann, baloncestista argentino.
- 1979: Ryō Fukuda, piloto de carreras japonés.
- 1979: Ryan Tedder, cantante, compositor y productor estadounidense, de la banda OneRepublic.
- 1979: Ryan Tedder, músico, compositor y productor musical estadounidense.
- 1980: Dustin Dollin, skater australiano.
- 1980: Hamílton (Hamílton Hênio Ferreira Calheiros), futbolista brasileño expatriado en Togo.
- 1980: Jason Schwartzman, cantautor, baterista y actor estadounidense.
- 1980: Michael Vick, jugador estadounidense de fútbol americano.
- 1981: Natalia Antiuj, velocista y vallista rusa.
- 1981: Paolo Cannavaro, futbolista italiano.
- 1981: Gábor Gyepes, futbolista húngaro.
- 1981: Agustín Orión, futbolista argentino.
- 1982: Ursula Holl, futbolista alemana.
- 1982: Ryō Orime, piloto de carreras japonés.
- 1982: Štefan Svitko, piloto de motos eslovaco.
- 1983: Felipe Melo, futbolista brasileño.
- 1983: Antonio Rosati, futbolista italiano.
- 1984: J. J. Barea, jugador de baloncesto puertorriqueño.
- 1984: Yankuba Ceesay, futbolista gambiano.
- 1984: Raymond Felton, jugador de baloncesto estadounidense.
- 1984: Luis Hernández, beisbolista venezolano.
- 1984: Indila, cantante francesa.
- 1984: Priscah Jeptoo, corredora keniana.

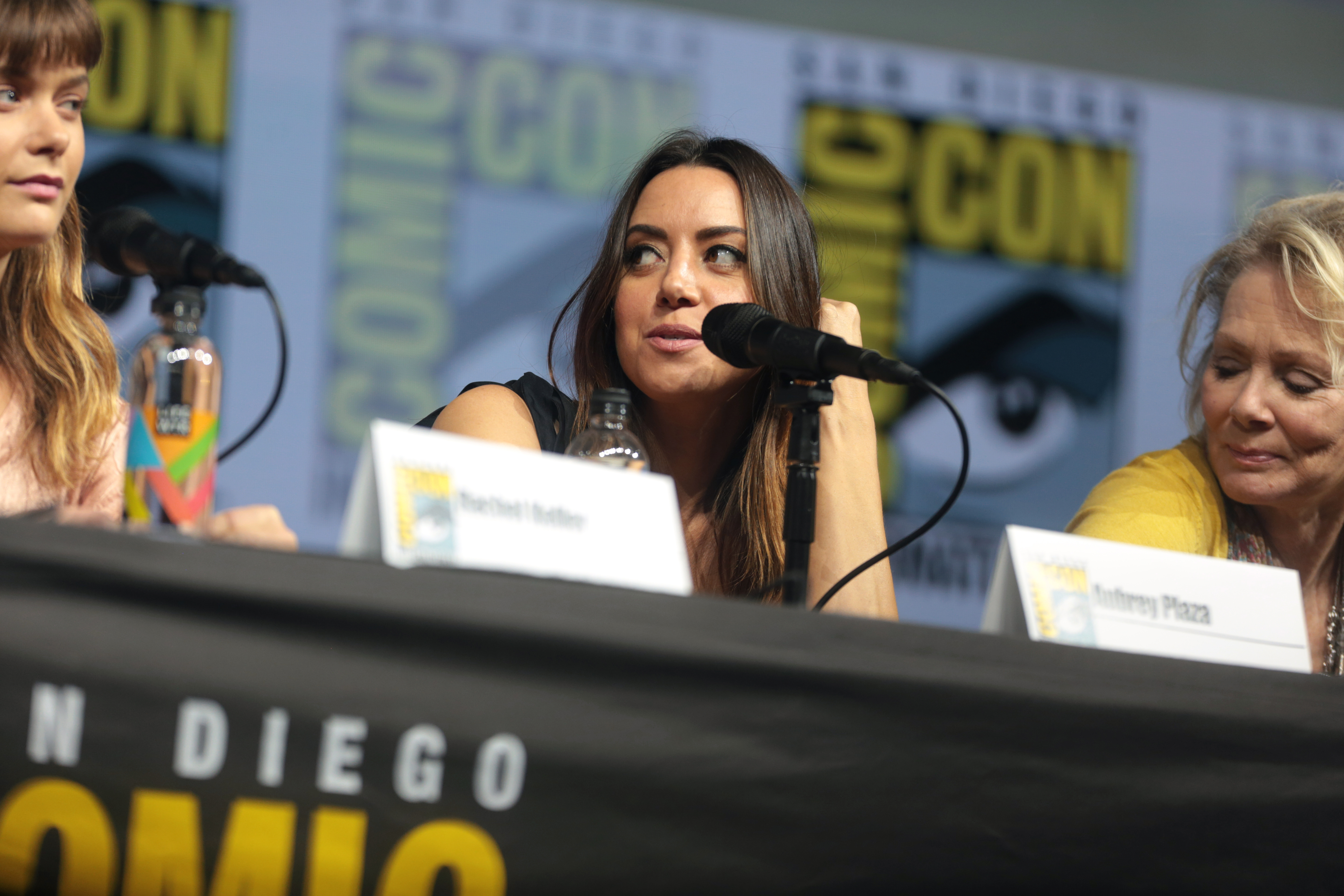
Aubrey Plaza

- 1984: Aubrey Plaza, comediante y actriz estadounidense.
- 1984: Preslava, cantante búlgara.
- 1984: Aljoscha Schmidt, balonmanista alemán.
- 1984: Deron Williams, jugador de baloncesto estadounidense.
- 1985: Katrin Heß, actriz, modelo y actriz de doblaje alemana.
- 1985: Jonathan Kennard, piloto de carreras británico.
- 1985: Chiquis Rivera, cantante, productora musical y de televisión, compositora y empresaria estadounidense.
- 1985: Son Eun-seo, actriz surcoreana.
- 1985: Ogyen Trinley Dorje, líder espiritual tibetano, 17.º karmapa lama.
- 1985: Johannes X. Schachtner, director de orquesta y compositor alemán.
- 1986: Marko Bezjak, balonmano esloveno.
- 1986: Julia Willie Hamburg, política alemana (Alianza 90/Los Verdes), ministra en Baja Sajonia.
- 1986: Cristian Llama, futbolista argentino.
- 1986: Stefano Napoleoni, futbolista italiano.
- 1986: Duvier Riascos, futbolista colombiano.
- 1987: Alexandru Bulucz, escritor alemán.
- 1987: Samir Nasri, futbolista francés.
- 1987: Mike Macdonald, entrenador de fútbol americano.
- 1987: Samir Nasri, futbolista francés.
- 1987ː Valerie Pachner, actriz austríaca.
- 1988: King Bach, actor, comediante, director, productor, escritor y personalidad de las redes sociales canadiense-estadounidense.
- 1988ː Remy LaCroix, actriz porno estadounidense.
- 1989: Elia Soriano, futbolista italiano.
- 1990: Belaynesh Oljira, corredor etíope.
- 1990: Iman Shumpert, jugador de baloncesto estadounidense.
- 1991: Philipp Blaurock, atleta combinado nórdico alemán.
- 1991: Diego Falcinelli, futbolista italiano.
- 1991: Carolina Férez, futbolista española.
- 1991: Dustin Martin, futbolista australiano.
- 1992: Joel Campbell, futbolista costarricense.
- 1992: Néstor Díaz, futbolista español.
- 1992: Rudy Gobert, jugador de baloncesto francés.
- 1992: Jennette McCurdy, actriz, compositora y cantante estadounidense.
- 1992: Henriette Nagel, actriz alemana.
- 1993: Miguel Bañuz, futbolista español.
- 1993: Ariana Grande, actriz, modelo, cantante y compositora estadounidense.
- 1994: Hollie Arnold, lanzadora de jabalina británico-inglesa.
- 1994: Leonard Carow, actor alemán.
- 1994: Adrián Castellano, futbolista español.
- 1994ː Amelie Klever, modelo alemana.
- 1994: Viktoria Wolffhardt, piragüista austríaca.
- 1995: Paul Kohlhoff, regatista alemán.
- 1997: Xeber Alkain, futbolista español.
- 1997: Baek Ye-rin, cantante surcoreana.
- 1997: Albi Doka, futbolista albanés.
- 1997: Jacob Elordi, actor australiano.
- 1997: Andreas Manfred Gebhard, marinero germano-austríaco.
- 1997: Tatsuya Itō, futbolista japonés.
- 1997: Aleix Viladot, futbolista andorrano.
- 1998: Ugo Humbert, tenista francés.
- 1998: Abolfazl Jalali, futbolista iraní.
- 1998: Anita Gulli, esquiadora alpina italiana.
- 1998: Žiga Jerman, ciclista esloveno.
- 1998: Marcos Mejía, futbolista ecuatoriano.
- 1998: Ulises Sánchez, futbolista argentino.
- 1998: Maksims Sinčukovs, atleta letona.
- 1998: Luis Villalobos, ciclista mexicano.
- 1999: Garrison Brooks, baloncestista estadounidense.
- 1999: Fernando Pacheco Rivas, futbolista peruano.
- 1999: Harley Quinn Smith, actriz estadounidense.
- 1999: El-Mir Reale, atleta francés.
- 2000: Alessia Crippa, corredora esqueleto italiana.
- 2000: Tuur Dens, ciclista belga.
- 2000: Mamady Diarra, futbolista maliense.
- 2000: Franz Gonzales, futbolista boliviano.
- 2000: Ann Li, tenista estadounidense.
- 2000: Wessel Nijman, jugador de dardos neerlandés.
- 2000: David Rodríguez Ramos, futbolista español.
- 2000: Yana Sotiyeva, halterófila rusa.
- 2000: Verena Wieder, futbolista alemana.
- 2001: Daniel Afriyie, futbolista ghanés.
- 2001: Iwan Litvinovich, gimnasta de trampolín bielorruso.
- 2001: David Santisteban García, futbolista español.
- 2001: Benny Wizani, gimnasta de trampolín austríaco.
- 2002: Harvey Neville, futbolista británico-inglés.
- 2002: Mamadou Sangare, futbolista maliense.
- 2003: Dane Murray, futbolista escocés.
- 2003: Maurits Kjaergaard, futbolista danés.
- 2003: Javier Rodríguez Galiano, futbolista español.
- 2005: Alexia de Orange-Nassau, aristócrata neerlandesa.
- 2008: Darya Sadkova, patinadora artística rusa.

## Fallecimientos
- 116 a. C.: Ptolomeo VIII el Barrigón, aristócrata egipcio (n. 182 a. C.), faraón de la dinastía ptolemaica en 170-163 a. C. y en 145-116 a. C.
- 14: Agripa Póstumo, nieto del emperador Augusto e hijo de Marco Vipsanio Agripa (n. 12 a. C.).
- 363: Juliano el Apóstata, emperador romano entre 361 y 363 (n. 331).
- 405: Vigilio de Trento, sacerdote católico italiano (n. 353), tercer obispo de Trento que sufrió martirio en el consulado del general Estilicón; canonizado por la Iglesia católica.
- 822: Saichō, monje budista japonés (n. 767).
- 891: Sunderold, sacerdote católica alemán, arzobispo de Maguncia.
- 969: George El Mozahem, mártir egipcio (n. 940).
- 985: Ramiro III, rey de León.
- 1045: Gonzalo, rey de Sobrarbe y Ribagorza.
- 1084: Hermann I, obispo de Bamberg.
- 1090: Jaromir Gebehard, sacerdote católico húngaro (n. 1035); obispo de Praga desde 1068, cuando fue nombrado por su hermano, Bratislao II de Bohemia; ambos eran hijos del duque Bretislao I de Bohemia.
- 1095: Roberto el Lotaringio, sacerdote católico inglés, obispo de Hereford.
- 1178: Antelmo di Chignin, sacerdote católico romano, prior de la Orden de los Cartujanos, obispo de Belley.
- 1242: Thomas de Beaumont, aristócrata («6.º conde de Warwick») y magnate inglés.
- 1265: Ana de Bohemia, aristócrata («duquesa de Silesia») alemana (n. 1203 o 1204).
- 1274: Nasir al-Din al-Tusi, científico, matemático, biólogo, químico, astrónomo, teólogo, filósofo y médico persa (n. 1201).
- 1288: Sigfrido IV de Algertshausen, sacerdote católico alemán, obispo de Augsburgo.
- 1291: Leonor de Provenza, reina de Inglaterra.
- 1331: Robert de Cassel, aristócrata flamenco.
- 1381: Geoffrey Lister, rebelde inglés.
- 1402: Giovanni I Bentivoglio, aristócrata italiano, señor de Bolonia.
- 1439: Archibald Douglas, quinto conde de Douglas, aristócrata escocés.
- 1451: Reinhard II de Hanau, conde de Hanau.
- 1452: Georgios Gemistos Plethon, filósofo griego.
- 1480: William Bourchier, vizconde Bourchier, aristócrata inglés.
- 1487: Juan Arguirópulos, filósofo, humanista y erudito bizantino (n. 1415).
- 1494: Ctibor Tobischau von Cimburg, político alemán, gobernador de Moravia y canciller supremo de Bohemia.
- 1541: Francisco Pizarro, explorador, político y conquistador español (n. 1478), virrey del virreinato de Nueva Castilla (actual Perú).
- 1557: Gonzalo Fernández de Oviedo, escritor y cronista español (n. 1478).
- 1568: Thomas Young, clérigo inglés, obispo de St. Davids, arzobispo de York.
- 1569: Viktorin Strigel, teólogo luterano alemán.
- 1574: Gabriel, conde de Montgomery, capitán escocés (n. 1530), de la Guardia Escocesa de Enrique II de Francia.
- 1574: Gabriel de Lorges, aristócrata francés y hugonote.
- 1592: Armand de Gontaut, Seigneur de Biron, estadista y mariscal de campo francés, alcalde de Burdeos.
- 1595: Hermann Hamelmann, teólogo e historiador luterano alemán.
- 1609: Johann Philipp von Gebsattel, Príncipe-Obispo de Bamberg.
- 1612: Roger Manners, aristócrata («5.º conde de Rutland») inglés y mecenas de las artes.
- 1620: Carlo Saraceni, pintor italiano.
- 1621: Christence Kruckow, aristócrata danesa, víctima de la caza de brujas.
- 1632: Alexandru Coconul, Voivoda de Valaquia.
- 1653: Juliana Morell, escritora, humanista y religiosa española (n. 1594).
- 1655: Margarita de Saboya, aristócrata española («duquesa de Mantua y Montferrato»), virreina española de Portugal (n. 1589).
- 1659: García Sarmiento de Sotomayor, oficial español y administrador colonial, virrey de Nueva España y Perú.
- 1662: Lawrence Rooke, astrónomo y matemático inglés.
- 1667: Johann Zeisold, físico alemán.
- 1669: Hieronymus Müller von Berneck, empresario alemán.
- 1677: Francesco Buonamici, arquitecto, pintor y grabador italiano (n. 1596).
- 1683: Eduviges Sofía de Brandeburgo, aristócrata y política alemana, landgravina de Hesse-Kassel.
- 1683: Ferdinand von Fürstenberg, príncipe-obispo de Münster y Paderborn.
- 1688: Ralph Cudworth, filósofo y académico británico-inglés (n. 1617).
- 1701: Giulia Masotti, cantante de ópera italiana (La Dori).
- 1719: Federico Guillermo I, aristócrata («duque de Schleswig-Holstein-Sonderburg-Beck») alemán (n. 1682).
- 1726: Lüder Mencke, rector de la Universidad de Leipzig.
- 1732: Anton Detlev Jenner, escultor y tallador de madera de Brunswick.
- 1752: Giulio Alberoni, cardenal italiano (n. 1664), consejero del rey Felipe V de España y primer ministro de facto de Estado de España entre 1715 y 1719.
- 1755: Iyasu II, aristócrata etíope, emperador de Etiopía.
- 1757: Maximilian Ulysses Browne, mariscal de campo austríaco de ascendencia irlandesa (n. 1705).
- 1762: Luise Adelgunde Victorie Gottsched, escritora alemana.
- 1778: Teresa de Brunswick-Wolfenbüttel, abadesa de la abadía imperial secular libre de Gandersheim.
- 1784: Caesar Rodney, abogado y político estadounidense, miembro del Congreso Continental, firmante de la Declaración de Independencia de los Estados Unidos, y 4.º gobernador del estado de Delaware (n. 1728).
- 1793: Karl Philipp Moritz, filósofo y artista alemán.
- 1793: Gilbert White, ornitólogo y ecologista británico-inglés (n. 1720).
- 1795: Johannes Jährig, lingüista y traductor alemán (n. 1747).
- 1798: James Dickey, revolucionario irlandés (n. 1776).
- 1802: Friedrich Christian Lorenz Schwegger, teólogo alemán.
- 1808: Ludwik Tyszkiewicz, poeta y político polaco (n. 1748).
- 1810: Louis d’Affry, político suizo, alcalde.
- 1810: Joseph-Michel Montgolfier, industrial e inventor francés (n. 1740), miembro de los Hermanos Montgolfier, coinventó el globo aerostático.
- 1811: Juan Aldama, militar insurgente y revolucionario mexicano (n. 1764).
- 1811: Ignacio Allende, militar insurgente y revolucionario mexicano.
- 1811: Mariano Jiménez, militar insurgente mexicano (n. 1781).
- 1811: José Mariano Jiménez, insurgente y revolucionario mexicano (n. 1781).
- 1811: Manuel Santa María, insurgente y revolucionario mexicano.
- 1824: Johann Gerhard Helmcke, maestro panadero alemán, comerciante de cereales y especulador inmobiliario, guardián de la Herrenhäuser Allee en Hannover.
- 1827: Christian August Vulpius, escritor alemán.
- 1827: Samuel Crompton, inventor británico.
- 1830: Jorge IV, aristócrata británico (n. 1762), rey de Gran Bretaña, Irlanda y Hannover entre 1820 y 1830.
- 1831: August Wellauer, filólogo clásico y pedagogo alemán.
- 1835: Antoine-Jean Gros, pintor francés.
- 1836: Claude Joseph Rouget de Lisle, militar, poeta y compositor francés (n. 1760), compositor de la Marsellesa.
- 1841: Victoria Eduvigis Carolina de Anhalt-Bernburg-Schaumburg-Hoym, aristócrata («baronesa de Bärental y marquesa de Favras») alemana.
- 1842: Carlo Ignazio Pozzi, arquitecto y constructor alemán.
- 1842: Samuel L. Southard, político estadounidense.
- 1848: Stevenson Archer, abogado y político estadounidense, miembro de la Cámara de Representantes.
- 1849: Joseph Anton Dreher, constructor de órganos alemán.
- 1849: Johann Georg Florschütz, clérigo protestante alemán.
- 1856: Desiderio Herrera, escritor y agrónomo.
- 1856: Max Stirner, filósofo y escritor alemán (n. 1806).
- 1858: Johannes Roth, zoólogo y explorador alemán.
- 1860: George Montgomery White, político estadounidense (n. 1828).
- 1863: Andrew Hull Foote, almirante estadounidense de la Unión en la guerra civil estadounidense.
- 1868: Johann Nepomuk Zwerger, escultor alemán.
- 1870: Armand Barbès, abogado y político francés (n. 1809).
- 1870: Donato Mármol, patriota cubano; por viruela.
- 1870: James Syme, cirujano británico-escocés.
- 1873: Friedrich Schüler, abogado y político alemán, miembro de la Asamblea Nacional de Frankfurt.
- 1874: Alfred Jacob Miller, pintor estadounidense.
- 1878: María de las Mercedes de Orleans, aristócrata española (n. 1860), primera esposa del rey Alfonso XII de España.
- 1878: Francisco Adolfo de Varnhagen, historiador y diplomático brasileño.
- 1879: Richard H. Anderson, general estadounidense (n. 1821).
- 1881: Philipp Schey von Koromla, mayorista y mecenas húngaro-austríaco.
- 1883: Edward Sabine, astrónomo, geofísico y ornitólogo irlandés-inglés (n. 1788).
- 1884: Jacques-Joseph Moreau, médico y psiquiatra francés.
- 1889: Simon Cameron, político estadounidense, senador, secretario de Guerra.
- 1889: Ludwig Wolf, médico y antropólogo alemán.
- 1890: Kosta Paniza, luchador por la libertad y militar búlgaro.
- 1893: Konstantin Karlovich Albrecht, compositor ruso.
- 1895ː Emily Petty-Fitzmaurice, aristócrata («8.ª dama Nairne») británica.
- 1896: Luis de Orleans, duque de Nemours, general francés.
- 1899: Benjamin Wills Newton, teólogo británico.
- 1905: Franz Overbeck, teólogo alemán.
- 1910: Lau Lauritzen jr., actor, director de cine y guionista danés.
- 1911ː Marie Kurz, aristócrata alemana, revolucionaria 1848/49.
- 1913: Jaques Cart, clérigo protestante suizo e historiador local.
- 1913: Jonathan Hutchinson, cirujano y patólogo británico.
- 1918: Peter Rosegger, poeta y escritor austríaco (n. 1843).
- 1919: Adolf Anderle, político austríaco, LAbg.
- 1921: Alfred Percy Sinnett, escritor y teósofo británico.
- 1922: Alberto I de Mónaco, aristócrata («príncipe de Mónaco» entre 1889 y 1922) monegasco (n. 1848).
- 1922: Ciro Luis Urriola, presidente de Panamá.
- 1923: Karl Scheidemantel, cantante de ópera alemán (barítono), director y director de escena.
- 1924: Manuel Chao, militar mexicano (n. 1883).
- 1924: Valentina Serova, compositora y crítica musical soviético-rusa (n. 1846).
- 1925: Ernesto Drangosch, compositor y pianista argentino (n. 1881).
- 1926: Anna Peters, pintora neerlandesa.
- 1927: Armand Guillaumin, pintor impresionista y litógrafo francés (n. 1841).
- 1929: Amandus Adamson, escultor estonio.
- 1932: Adelaide Ames, astrónoma y académica estadounidense (n. 1900).
- 1934: Nathaniel Lord Britton, geólogo y botánico estadounidense.
- 1934: Max Pallenberg, cantante, actor y comediante austríaco.
- 1936: Christiaan Snouck Hurgronje, arabista y erudito islámico neerlandés.
- 1937: Adolf Erman, egiptólogo alemán.
- 1938: James Weldon Johnson, poeta, abogado y político estadounidense (n. 1871).
- 1938: Daria Pratt, golfista estadounidense (n. 1859).
- 1939: Ford Madox Ford, novelista, crítico literario y poeta británico-inglés (n. 1873).
- 1941: Andrew Jackson Houston, abogado y político estadounidense, senador.
- 1941: Hans Ludendorff, astrónomo alemán (n. 1873).
- 1942: Alberto Smith, político venezolano (n. 1861).
- 1943: Karl Landsteiner, biólogo, médico patólogo, bacteriólogo y serólogo austríaco (n. 1868), descubridor del «sistema de grupos sanguíneos AB0», premio nobel de medicina en 1930.
- 1944: Walther Arndt, zoólogo y médico alemán.
- 1945: Camilo Arriaga, ingeniero de minas mexicano (n. 1862).
- 1945: Nikolái Cherepnín, compositor soviético-ruso.
- 1945: Emil Hácha, abogado y político checo, 3.º presidente de Checoslovaquia (n. 1872).
- 1946: Max Kögel, oficial alemán de las SS nazis (n. 1895).
- 1946: Emil Králík, arquitecto checo.
- 1946: Yōsuke Matsuoka, político japonés, ministro de Asuntos Exteriores de Japón (n. 1880).
- 1947: R. B. Bennett, abogado y político canadiense, 11.º primer ministro de Canadá (n. 1870)
- 1947: Marie Feyler, médica suiza y activista por los derechos de las mujeres.
- 1947: Vera Salvequart, empleada checa del campo de concentración de Ravensbrück.
- 1947: Heinrich Thyssen, empresario y mecenas del arte alemán.
- 1948: Pablo Quiroga Escamilla, militar y político mexicano (n. 1875).
- 1949: Kim Koo, educador y político surcoreano (n. 1876), 13.º presidente del Gobierno Provisional de la República de Corea.
- 1951: Carl Hirschmann, banquero neerlandés (n. 1877), presidente interino de la FIFA (Federación Internacional de Fútbol Asociación) entre 1918 y 1920.
- 1951: Frank Ferera, músico hawaiano.
- 1951: George Udny Yule, estadístico británico.
- 1953: Mathias Tantau, cultivador de rosas alemán.
- 1954: Matthias Heinrich, obispo auxiliar en Berlín.
- 1955: Engelbert Zaschka, ingeniero alemán (n. 1895).
- 1955: Engelbert Zaschka, ingeniero jefe, diseñador, inventor y pionero de helicópteros alemán.
- 1956: Clifford Brown, trompetista y compositor estadounidense de jazz (n. 1930).
- 1956: Ernesto Fernández Arrondo, poeta cubano (n. 1897).[4]
- 1956: Richie Powell, pianista estadounidense (n. 1931).
- 1957: Alfred Döblin, escritor crítico social y médico polaco-alemán (n. 1878).
- 1957: Malcolm Lowry, novelista y poeta británico-inglés (n. 1909).
- 1958: George Orton, corredor y vallista canadiense (n. 1873).
- 1958: Miguel Otamendi, ingeniero español (n. 1878).
- 1958: Pedro Sotto Alba, rebelde cubano, expedicionario del yate Granma, caído en el combate de Los Mangos.
- 1958: Andrija Štampar, médico y erudito croata (n. 1888).
- 1959: Ron Gibson, piloto de carreras británico.
- 1960: Fridolin Keidel, pionero de la aviación alemana.
- 1962: Hermann Aichinger, arquitecto austríaco.
- 1962: Fritz Nagel, educador agrícola y profesor universitario alemán.
- 1964: Léo Dandurand, empresario estadounidense-canadiense (n. 1889).
- 1964: Tony Sender, político y periodista alemán, miembro del Parlamento alemán.
- 1967: Françoise Dorléac, actriz y cantante francesa (n. 1942).
- 1967: Peter Horn, político alemán, miembro del parlamento estatal, miembro del Bundestag.
- 1967: Romano Perdomi, piloto de carreras italiano.
- 1967: Tuma (Carlos Coello), combatiente internacionalista cubano (n. 1940), compañero del Che Guevara; caído en Bolivia.
- 1970: Fernando Arbello, trombonista y compositor de jazz puertorriqueño.
- 1970: Leopoldo Marechal, escritor argentino (n. 1900).
- 1971: Guillermo Uribe Holguín, músico y compositor colombiano (n. 1880).
- 1972: Wilhelm Schubert, militar nazi alemán, jefe del Estado Mayor Económico del Este desde marzo de 1941 hasta julio de 1942, y finalmente general de la Luftwaffe en la Segunda Guerra Mundial.
- 1973: John Cranko, bailarín y coreógrafo británico.
- 1975: Basil Cameron, violinista y director de orquesta británico-inglés.
- 1975: Josemaría Escrivá de Balaguer, sacerdote español (n. 1902), fundador del Opus Dei, canonizado por el papa Juan Pablo II.
- 1975: Román Fresnedo Siri, arquitecto uruguayo (n. 1903).
- 1976: Helmut Hallmeier, piloto de motociclismo alemán.
- 1977: Arnold Pauli, cantante, director de coro y compositor suizo.
- 1979: Akwasi Afrifa, militar y político ghanés, 3.º jefe de Estado de Ghana (n. 1936).
- 1979: Fred Akuffo, militar y político ghanés, jefe de Estado.
- 1979ː Luise Meier, ama de casa alemana que salvó a unos 30 ciudadanos judíos de la persecución.
- 1979: Franz-Josef Röder, político alemán, miembro del parlamento estatal, miembro del Bundestag, ministro estatal, primer ministro del Sarre.
- 1980: K-Ximbinho, compositor, clarinetista y arreglista brasileño.
- 1981: Lilly von Mallinckrodt-Schnitzler, coleccionista y mecenas de arte alemana.
- 1981: Rosl Mayr, actriz folklórica alemana.
- 1982: Alexander Mitscherlich, médico, psicoanalista y escritor alemán.
- 1982: Alfredo Marceneiro, cantante de fado portugués.
- 1982: André Tchaikowsky, compositor y pianista polaco.
- 1984: Albert Dailey, pianista de jazz estadounidense.
- 1985: Erwin Albrecht, juez y político alemán, miembro del parlamento estatal.
- 1987: Henk Badings, compositor neerlandés.
- 1988: Hans Urs von Balthasar, teólogo y cardenal suizo.
- 1988: Karl Wilhelm Struve, prehistoriador e historiador temprano alemán.
- 1989: Enrique Fontana Codina, político y empresario español (n. 1921).
- 1989: Howard Charles Green, abogado y político canadiense, 27.º ministro de Obras Públicas de Canadá (n. 1895).
- 1990: Anni Blomqvist, escritora finlandesa (n. 1909).
- 1990: Manuel de Pedrolo, escritor español (n. 1918).
- 1991: Arkadi Grigoryevich Adamov, escritor soviético.
- 1992: Buddy Rogers, luchador estadounidense (n. 1921), una de las más grandes estrellas de la lucha libre profesional del comienzo de la era de la televisión.
- 1993: Roy Campanella, jugador y entrenador estadounidense de béisbol (n. 1921).
- 1993: Herbert Gruhl, político, ambientalista y escritor alemán, miembro del Bundestag.
- 1993: William H. Riker, politólogo y académico estadounidense (n. 1920).
- 1994: Alberto Borges, periodista español expatriado en Ecuador (n. 1928).
- 1994: Jahanara Imam, escritor y activista bangladesí (n. 1929).
- 1995: Adriana Ruano, tiradora deportiva guatemalteca.
- 1995: Vicentico Valdés, cantante cubano de boleros y guarachas (n. 1921).
- 1996: Veronica Guerin, periodista irlandesa asesinada en su lucha contra los traficantes de drogas (n. 1958).
- 1996: Necmettin Hacıeminoğlu, lingüista y académico turco (n. 1932).
- 1996: Max Klankermeier, piloto de carreras de motocicletas y automóviles alemán.
- 1996: Vicentico Valdés, cantante cubano.
- 1997: Don Hutson, jugador y entrenador de fútbol americano (n. 1913).
- 1997: Israel Kamakawiwoʻole, cantante hawaiano (n. 1959), versión con ukelele de Wonderful world.
- 1998: Pierre Angénieux, ingeniero y empresario francés.
- 1998: Jorge Kemerer, sacerdote católico argentino (n. 1908) de la Congregación del Verbo Divino y obispo emérito de la diócesis de Posadas.[5]
- 2001: Gina Cigna, soprano franco-italiana (n. 1900).
- 2001: El Sordera (Manuel Soto Monje), cantautor español (n. 1927).
- 2002: Barbara Adams, egiptóloga británica.
- 2002: Jay Berwanger, jugador estadounidense de fútbol americano (n. 1914).
- 2002: Arnold Brown, religioso y empresario anglo-canadiense, 11.º general del Ejército de Salvación (n. 1913).
- 2002: Maximiliano Kosteki (n. 1979) y Darío Santillán, luchadores sociales argentinos asesinados.
- 2002: Alfred Lorenzer, psicoanalista y sociólogo alemán.
- 2003: Marc-Vivien Foé, futbolista camerunés (n. 1975).
- 2003: Denis Thatcher, militar y empresario británico-inglés (n. 1915), esposo de la primera ministra Margaret Thatcher.
- 2003: Strom Thurmond, general, abogado y político estadounidense, 103.º gobernador del estado de Carolina del Sur (n. 1902).
- 2004: Ott Arder, poeta, escritor de libros infantiles y traductor estonio (n. 1950).
- 2004: Adolf Emile Cohen, historiador neerlandés.
- 2004: Yash Johar, productor de cine indio, fundó Dharma Productions (n. 1929).
- 2004: Naomi Shemer, cantautora israelí (n. 1930).
- 2005: Filip Adwent, político polaco, eurodiputado.
- 2005: Tõnno Lepmets, jugador de baloncesto estonio (n. 1938).
- 2005: Luis Eduardo Mallo, político uruguayo (n. 1919).
- 2005: Grete Sultan, pianista alemana.
- 2005: Richard Whiteley, periodista y presentador de programas de juegos británico-inglés (n. 1943).
- 2006: Frederick Mayer, educador y escritor alemán.
- 2006: Karl-Heinz Weimann, erudito alemán, investigador de Paracelso y bibliotecario.
- 2006: Tommy Wonder, mago neerlandés (n. 1953).
- 2007: Liz Claiborne, diseñadora de moda belga-estadounidense (n. 1929), fundó la empresa Liz Claiborne.
- 2007: Jupp Derwall, futbolista y entrenador alemán.
- 2007: Luigi Meneghello, escritor italiano.
- 2007: Joey Sadler, jugador de rugby neozelandés (n. 1914).
- 2007: Mario Socolinsky, médico pediatra y presentador de radio y televisión argentino (n. 1942).
- 2008: Lilyan Chauvin, actriz y directora francesa.
- 2009: Margot Ebert, actriz y bailarina, animadora y escritora alemana.
- 2009: Eduardo Lagos, pianista, compositor y crítico musical argentino.
- 2010: Algirdas Brazauskas, ingeniero y político lituano, 4.º presidente de Lituania (n. 1932).
- 2010: Aníbal Di Salvo, cineasta argentino (n. 1924).
- 2010: Harald Keres, físico y académico estonio (n. 1912).
- 2010: Adam Zielinski, escritor polaco-austríaco.
- 2011: Reinhard Appel, periodista, editor y director alemán.
- 2011: Jan van Beveren, futbolista y entrenador neerlandés (n. 1948).
- 2011: Edith Fellows, actriz estadounidense (n. 1923).
- 2011: María Lucía Mott, historiadora brasileña (n. 1948).
- 2012: Sverker Åström, diplomático sueco (n. 1915), representante permanente de Suecia ante las Naciones Unidas.
- 2012: Pat Cummings, jugador de baloncesto estadounidense (n. 1956).
- 2012: Nora Ephron, cineasta, productora y guionista estadounidense (n. 1941).
- 2012: Mario O'Hara, director, productor y guionista filipino (n. 1944).
- 2012: Gustavo Pérez Puig, realizador español (n. 1930).
- 2012: Doris Singleton, actriz estadounidense (n. 1919).
- 2013: Ole Arntzen, saltador de esquí noruego, entrenador de salto de esquí y oficial.
- 2013: Henrik Otto Donner, trompetista, compositor y músico finlandés de jazz (n. 1939).
- 2013: Edward Huggins Johnstone, sargento y juez brasileño-estadounidense (n. 1922).
- 2013: Byron Looper, político estadounidense (n. 1964).
- 2013: Justin Miller, jugador de béisbol estadounidense (n. 1977).
- 2013: Marc Rich, empresario belga-estadounidense, comerciante de materias primas e inversor hispano-israelí (n. 1934).
- 2013: Bert Stern, fotógrafo estadounidense.
- 2014: Howard Baker, abogado, político y diplomático estadounidense, 12.º jefe de Gabinete de la Casa Blanca (n. 1925).
- 2014: Bill Frank, jugador canadiense de fútbol americano (n. 1938).
- 2014: Rollin King, empresario estadounidense, cofundador de Southwest Airlines (n. 1931).
- 2014: Bob Mischak, jugador y entrenador de fútbol americano (n. 1932).
- 2014: Julius Rudel, director de orquesta austro-estadounidense (n. 1921).
- 2014: Mary Rodgers, compositora y escritora estadounidense (n. 1931).
- 2015: Yevgueni Primakov, periodista y político ucraniano-ruso, ministro de Asuntos Exteriores, 32.º primer ministro de Rusia (n. 1929).
- 2015: Chris Thompson, guionista y productor estadounidense (n. 1952).
- 2016: Austin Clarke, escritor canadiense.
- 2016: Walter Herrmann, activista alemán.
- 2017: Herbert Killian, historiador forestal austríaco y víctima del estalinismo.
- 2017ː Ilona Laaman, poeta estonia.
- 2017: Siegfried Strasser, artista austríaco.
- 2018: Víctor Contreras, nadador chileno (n. 1945).
- 2018: Luis Fernando Montoya, actor colombiano (n. 1956).
- 2018: Henri Namphy, militar y político haitiano.
- 2018: Elisabeth Niemann, médica y activista alemana.
- 2019: Beth Chapman, estrella de telerrealidad estadounidense, cazadora de recompensas (n. 1967).
- 2019: Ivan Cooper, político norirlandés.
- 2019: Max Wright, actor estadounidense (n. 1943).
- 2020: Kelly Asbury, cineasta, animador y escritor estadounidense (n. 1960).
- 2020: Hermes Binner, médico y político argentino (n. 1943), intendente de Rosario y gobernador de la provincia de Santa Fe, dirigente del Partido Socialista (de tendencia socialdemócrata), crítico de posturas socialistas revolucionarias tradicionales.
- 2020: James D. G. Dunn, teólogo británico.
- 2020: Milton Glaser, diseñador gráfico estadounidense (n. 1929).
- 2020: Rosemarie Müller-Streisand, teóloga e historiadora de la iglesia alemana.
- 2020ː Marija Nanajewa, farmacóloga y profesora universitaria soviética y kirguisa.
- 2020: Arturo Salazar Larraín, político, periodista y abogado peruano (n. 1926).
- 2020ː Taryn Power, actriz estadounidense.
- 2021: David Gorsuch, esquiador alpino estadounidense.
- 2021: Mike Gravel, político estadounidense (n. 1930).
- 2021: Frederic Rzewski, compositor y pianista estadounidense.
- 2021: Johnny Solinger, cantante estadounidense (n. 1955).
- 2022: Hans Hollmann, director austríaco-suizo.
- 2022: Margaret Keane, artista estadounidense (n. 1927).
- 2022: Raffaele La Capria, escritor, guionista y traductor italiano (n. 1922).
- 2024: Taiki Matsuno, actor de voz japonés (n. 1967).
- 2024: Yaşar Yakış, político turco y ministro de Asuntos Exteriores de Türkiye.

## Celebraciones
- Naciones Unidas:

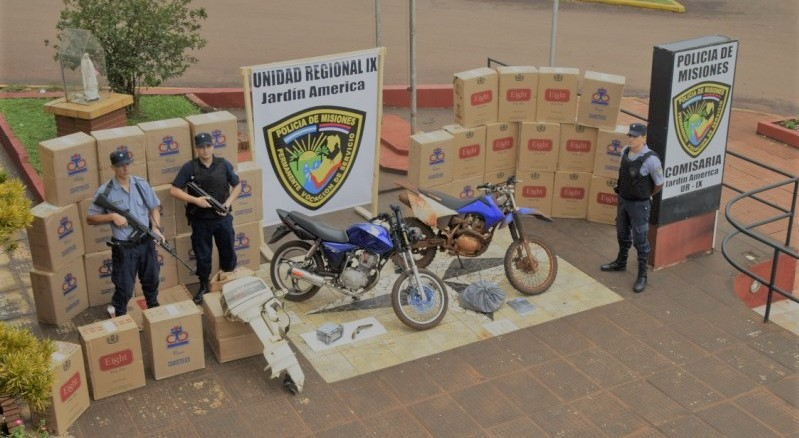
Procedimiento de la Policía de Misiones contra logística de mafias del Tráfico Ilícito de Drogas en Jardín América, Argentina.

  - Día Internacional de la Lucha contra el Uso Indebido y el Tráfico Ilícito de Drogas.[6](imagen ilustrativa).
Proclamado en 1987 para reforzar la cooperación internacional en la lucha contra este grave problema social. Este día busca generar conciencia sobre los efectos devastadores del consumo y tráfico de drogas, tanto a nivel individual como comunitario.
  - Día Internacional en Apoyo de las Víctimas de la Tortura.[7]
Una fecha establecida por la Asamblea General de las Naciones Unidas en 1997 para reafirmar el compromiso global con la erradicación total de la tortura y la aplicación efectiva de la Convención contra la Tortura.

Ecología

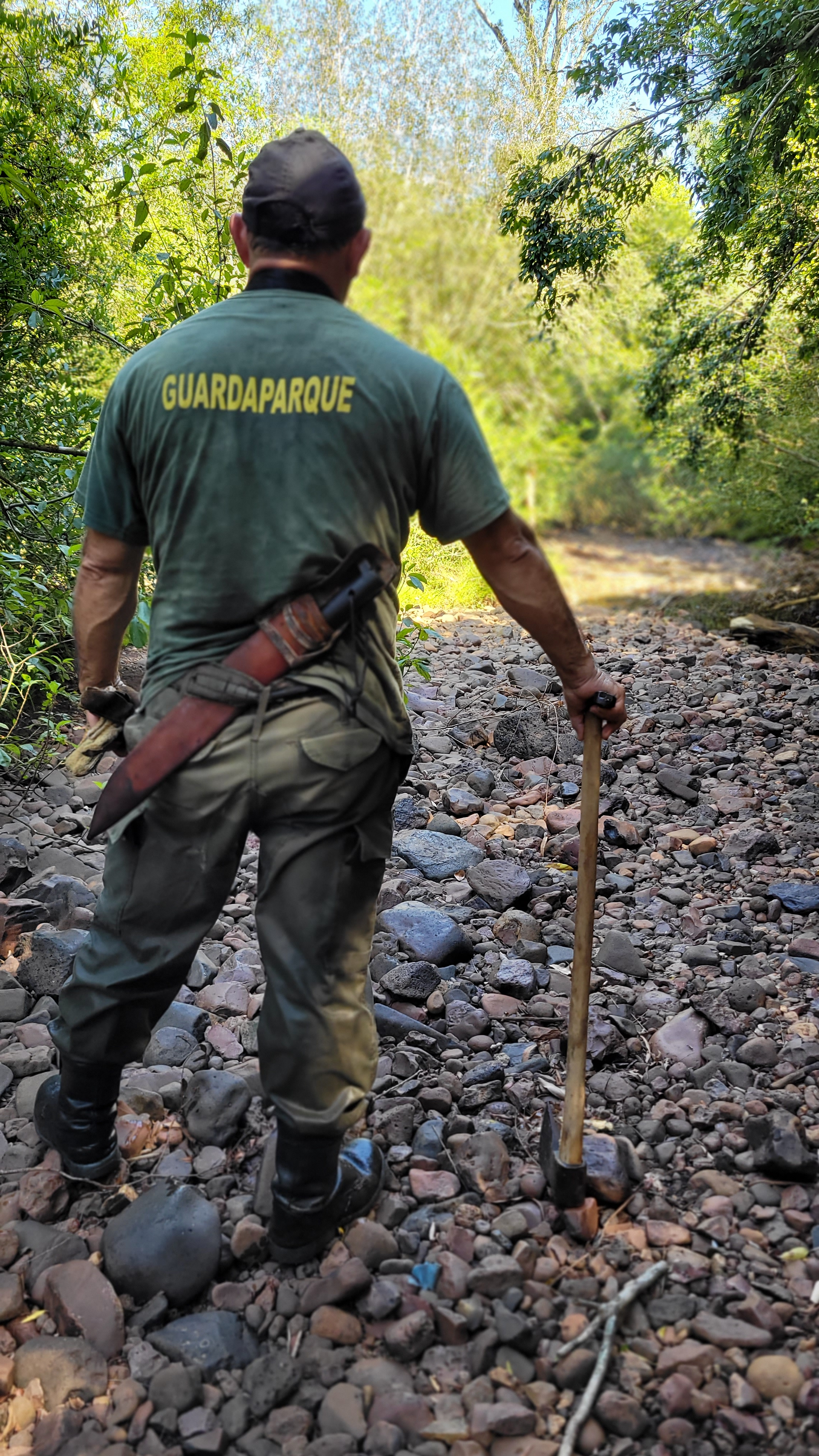
Día Internacional de la Preservación de los Bosques Tropicales. Guardaparques de Ecología en un bosque de la Selva Misionera en Argentina.

- Día Internacional de la Preservación de los Bosques Tropicales.(imagen ilustrativa).
Se celebra cada 26 de junio. Esta fecha fue establecida en 1999 por el Programa de las Naciones Unidas para el Medio Ambiente (PNUMA), la Fondo Mundial para la Naturaleza (WWF) y la UNESCO, con el objetivo de concientizar sobre la importancia de estos ecosistemas y promover su conservación.

- Día Mundial de la Refrigeración.
Se celebra cada 26 de junio y destaca la importancia de la refrigeración, el aire acondicionado y las bombas de calor en la vida moderna. Esta fecha busca crear conciencia sobre el papel esencial que estas tecnologías desempeñan en la salud, la seguridad alimentaria, la productividad y la sostenibilidad ambiental.

Por países (Por orden alfabético)
- Argentina:
  - Día de la Cartografía.[8]
  -  Misiones: 
    - Día del Jubilado Misionero.[9]
Por Decreto N°1.142/84, el Poder Ejecutivo provincial institucionalizó el 26 de junio de cada año para conmemorar el Día del Jubilado, en homenaje al primer jubilado provincial.

- Azerbaiyán:
  - Día de las Fuerzas Armadas.[10]

- Madagascar:
  - Día de la Independencia.

- México:
  - Día del Pedagogo.
  - Día del Patólogo Clínico.

### Santoral católico

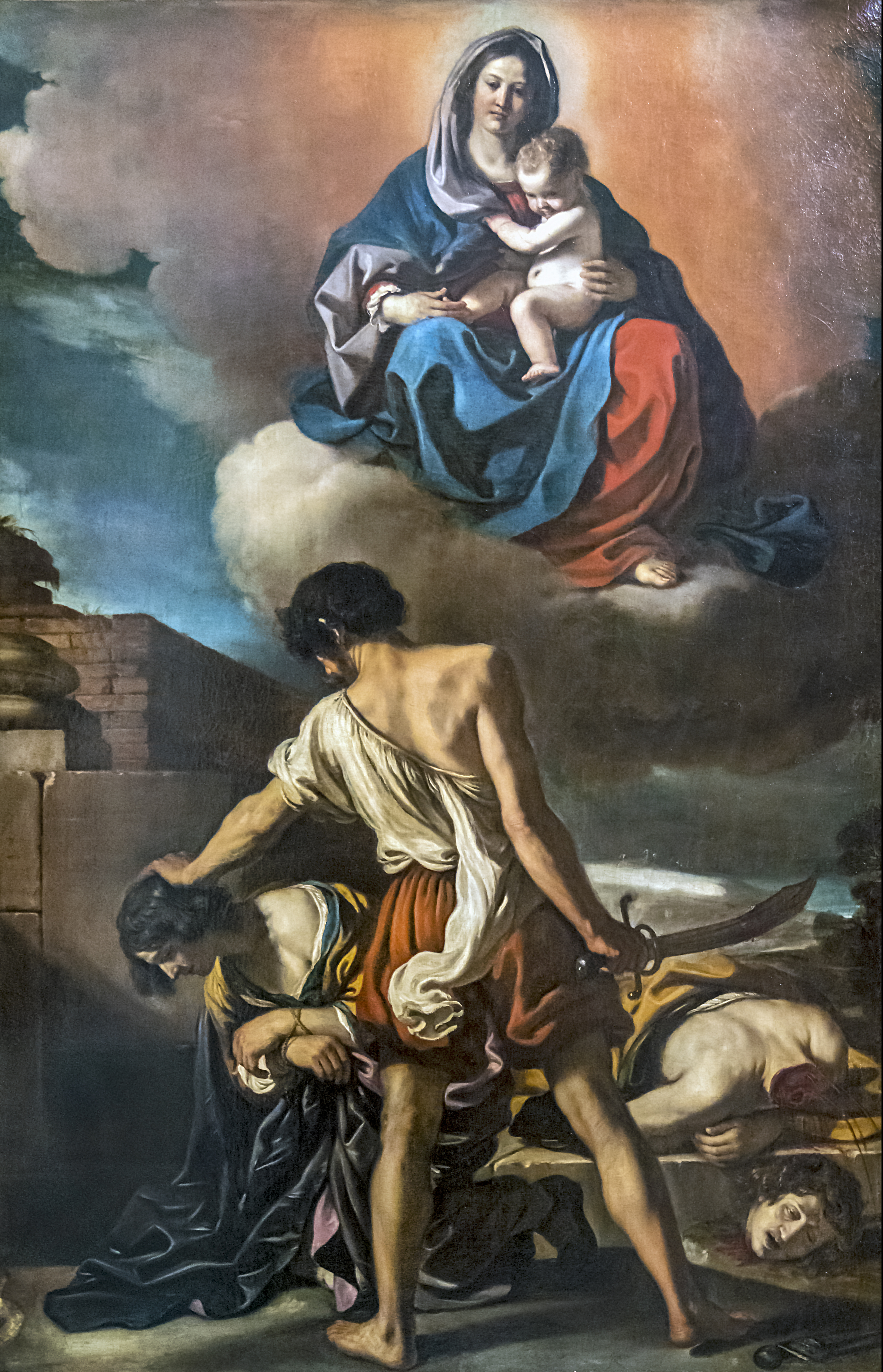
Martirio de San Juan y San Pablo por Il Guercino, Museo de los Agustinos de Toulouse, Francia (circa 1632).

- Santos Juan y Pablo, (s. IV). (imagen ilustrativa).
- San Vigilio de Trento, obispo (405).[11]
- San Deodato de Nola, obispo (405).[11]
- San Maxencio de Poitiers, abad (c. 515).[11]
- San David de Tesalónica, eremita (c. 540).[11]
- Santa Perseveranda (s. VI).[11]
- San Salvio de Valenciennes, obispo, y compañero (s. VIII).[11]
- San Pelayo de Córdoba, mártir (925).[11][12]
- San Antelmo de Belley, obispo (1177).[11]
- Beato Raimundo Petiniaud de Jourgnac, presbítero y mártir, arcediano de Limoges (1794).[11]
- Beatas Magdalena Fontaine, y compañeras Francisca Lanel, Teresa Fantou y Juana Gérard, vírgenes y mártires (1794).
- San José Ma Taishun, mártir (1900).[11]
- San José María Robles, presbítero y mártir (1927).
- Beato Andrés Jacinto Longhin, obispo (1936).[11]
- Beatos Nicolás Konrad y Vladimiro Pryjma, (1941).[11]
- Beato Andrés Iscak, presbítero y mártir (1941).[11]
- San José María Escrivá de Balaguer, presbítero (1975).[13]
- San Superio mártir.[11]

Por países (Por orden alfabético)
- España:
  - Castro-Urdiales (Cantabria): Fiesta patronal de San Pelayo.[14]
  - Zarauz (Guipúzcoa): Fiesta patronal de San Pelayo.[15]